# Чемпіонат світу з хокею із шайбою 2016
Чемпіонат світу з хокею із шайбою 2016 — 80-й чемпіонат світу з хокею із шайбою ІІХФ, який проходив у Росії з 6 по 22 травня 2016 року в Москві та Санкт-Петербурзі.
У фінальному матчі свій 26-й титул та другий поспіль, здобула збірна Канади перегравши фінів 2:0.

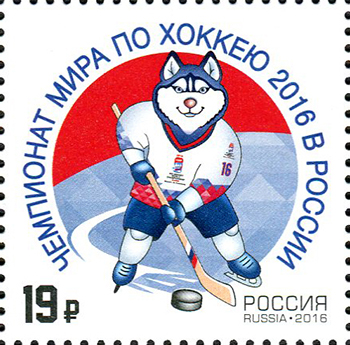
Маскот чемпіонату світу.

## Вибір господаря турніру
17 вересня 2010 року у Порторожі (Словенія) на конгресі ІІХФ було подано чотири заявки на проведення чемпіонату світу: Росія (Москва та Санкт-Петербург), Данія (Копенгаген та Гернінг), Україна (Київ), а також Латвія (Рига та Вентспілс). Латвія відмовилась від заявки надалі та вирішила претендувати на проведення ЧС-2017 року.
13 травня 2011 року на конгресі ІІХФ у Братиславі було прийнято рішення про проведення 80-го за ліком чемпіонату світу в Росії: Москві та Санкт-Петербурзі. Заявку затвердили одразу після того, як Данія та Україна відкликали свої заявки.

## Арени
| Росія                |                 |
| Москва               | Санкт-Петербург |
| «ВТБ Льодовий палац» | «Ювілейний»     |
| Місткість: 12 100    | Місткість: 7300 |
|                      |                 |

## Посів і групи
Посів команд у попередньому раунді визначався за результатами Світового рейтингу ІІХФ. Команди були розподілені по групах згідно з посівом (у дужках відповідна позиція у світовому рейтингу за підсумками чемпіонату світу 2015 року):
| Група A (Москва)                                                                                                 | Група B (Санкт-Петербург)                                                                                              |
| --- | --- |
| - Росія (2) - Швеція (3) - Чехія (6) - Швейцарія (7) - Латвія (10) - Норвегія (11) - Данія (15) - Казахстан (17) | - Канада (1) - Фінляндія (4) - США (5) - Словаччина (8) - Білорусь (9) - Франція (12) - Німеччина (13) - Угорщина (19) |

## Регламент
На етапі кваліфікації учасники будуть розбиті на дві групи по вісім команд, по чотири з яких виходять у фінальний етап (плей-оф). Пари чвертьфіналістів утворюються за наступним принципом: лідер однієї з кваліфікаційних груп грає з четвертою командою другої кваліфікаційної групи, 2-га — з 3-ю, 3-тя — з 2-ю і т. д. Переможці потрапляли до півфіналу, де розігрували путівку у фінал. Команди, що поступилися у півфінальних протистояннях грають матч за третє місце. А переможні 1/2 фіналу розігрували звання чемпіонів світу. Команди які зайняли останні місця в групах вибувають до Дивізіону I. Команди які зайняли 5-8 місця в групах більше матчів на чемпіонаті не грають.

## Судді
ІІХФ обрала 16 головних суддів, для забезпечення суддівства на чемпіонаті світу 2016. Список головних суддів наступний:
| Головні судді - Максим Сидоренко - Даніель Піхачек - Бретт Айверсон - Роман Гофман - Костянтин Оленін - Йозеф Кубуш - Тімоті Маєр - Петер Гебей | Головні судді - Алексі Рантала - Стефан Фонселіус - Антонін Єржабек - Мартін Франьо - Тобіас Верлі - Марк Віганд - Тобіас Бйорк - Лінус Елунд |

## Попередній раунд
|  | Команда переходить у раунд плей-оф                                      |
|  | Команда не проходить у плей-оф, але буде грати на Чемпіонаті світу 2017 |
|  | Команда припиняє подальшу участь (вилітає до дивізіону I)               |

### Група А
| Команда   | І | В | ВО | ПО | П | Ш     | Очк |
| --------- | - | - | -- | -- | - | ----- | --- |
| Чехія     | 7 | 5 | 1  | 1  | 0 | 27:12 | 18  |
| Росія     | 7 | 6 | 0  | 0  | 1 | 32:10 | 18  |
| Швеція    | 7 | 3 | 2  | 0  | 2 | 23:18 | 13  |
| Данія     | 7 | 2 | 2  | 1  | 2 | 17:22 | 11  |
| Норвегія  | 7 | 2 | 1  | 0  | 4 | 13:22 | 8   |
| Швейцарія | 7 | 1 | 1  | 3  | 2 | 20:26 | 8   |
| Латвія    | 7 | 1 | 0  | 3  | 3 | 13:22 | 6   |
| Казахстан | 7 | 0 | 1  | 0  | 6 | 15:28 | 2   |

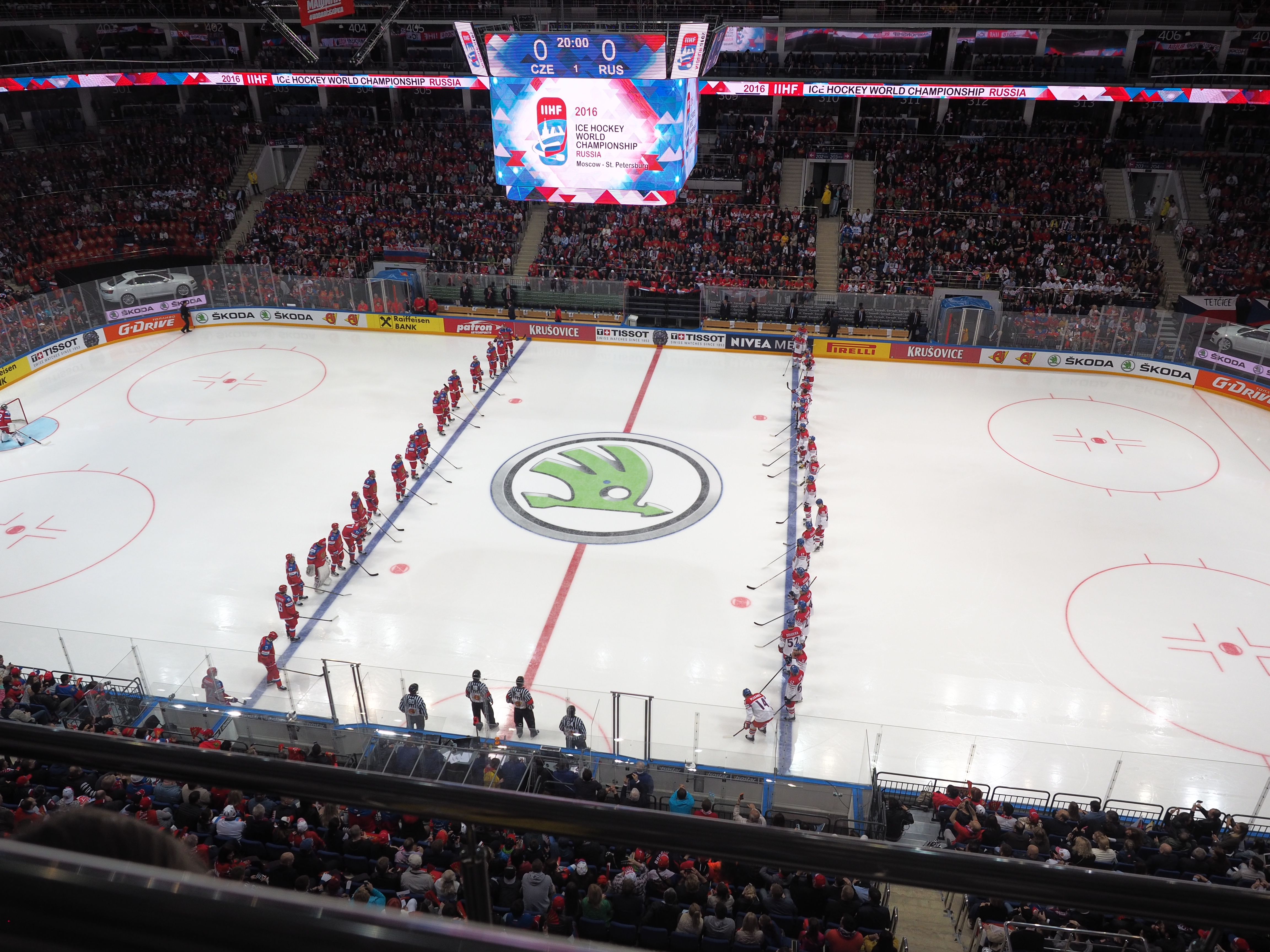
Матч між збірними Чехії та Росії.

- Час початку матчів місцевий (UTC+3)

#### 1-й тур
| 6 травня 2016 16:15 | Швеція | 2 : 1 ОТ (1:0, 0:0, 0:1, 1:0) | Латвія | «Льодовий палац ВТБ», Москва Глядачів: 4 420 |

| Протокол                                                                    | Протокол       | Протокол                                      | Протокол         | Протокол                                   |
| --------------------------------------------------------------------------- | -------------- | --------------------------------------------- | ---------------- | ------------------------------------------ |
|                                                                             | Якоб Маркстрем | Голкіпери                                     | Елвіс Мерзлікінс | Арбітри: Стефан Фонселіус Максим Сидоренко |
| Д. Ерікссон (М. Баклунд, Ю. Франссон) — 02:52 Нюквіст (А. Веннберг) — 64:06 | 1:0 1:1 2:1    | 52:29 — К. Сотнієкс (М. Редліхс, А. Джеріньш) |                  | Арбітри: Стефан Фонселіус Максим Сидоренко |
| 10 хв.                                                                      | Вилучення      | 10 хв.                                        |                  | Арбітри: Стефан Фонселіус Максим Сидоренко |
| 44                                                                          | Кидки          | 21                                            |                  | Арбітри: Стефан Фонселіус Максим Сидоренко |

| 6 травня 2016 20:15 | Чехія | 3 : 0 (1:0, 1:0, 1:0) | Росія | «Льодовий палац ВТБ», Москва Глядачів: 9 696 |

| Протокол | Протокол     | Протокол  | Протокол           | Протокол                              |
| --- | ------------ | --------- | ------------------ | ------------------------------------- |
| | Домінік Фурх | Голкіпери | Сергій Бобровський | Арбітри: Даніель Піхачек Тобіас Верлі |
| Т. Кундратек (Я. Коварж, М. Кемпний) — 14:48 Р. Червенка (Я. Єрабек, Д. Пастрняк) — 20:48 М. Бірнер — 58:28 | 1:0 2:0 3:0  |           |                    | Арбітри: Даніель Піхачек Тобіас Верлі |
| 10 хв. | Вилучення    | 10 хв.    |                    | Арбітри: Даніель Піхачек Тобіас Верлі |
| 27 | Кидки        | 25        |                    | Арбітри: Даніель Піхачек Тобіас Верлі |

| 7 травня 2016 12:15 | Швейцарія | 2 : 3 Б (1:0, 0:1, 1:1. 0:0, 0:1) | Казахстан | «Льодовий палац ВТБ», Москва Глядачів: 5 420 |

| Протокол                                                                                  | Протокол            | Протокол                                                                | Протокол         | Протокол                             |
| ----------------------------------------------------------------------------------------- | ------------------- | ----------------------------------------------------------------------- | ---------------- | ------------------------------------ |
|                                                                                           | Рето Берра          | Голкіпери                                                               | Віталій Колесник | Арбітри: Роман Гофман Бретт Айверсон |
| С. Вальзер (Р. Діас, С. Андрігетто) — 14:56 Д. Голленштайн (А. Амбюль, Ф. дю Буа) — 52:01 | 1:0 1:1 1:2 2:2 2:3 | 30:57 — Р. Савченко 50:30 — Р. Старченко (Є. Римарєв) пер. бул. Н. Доус |                  | Арбітри: Роман Гофман Бретт Айверсон |
| 6 хв.                                                                                     | Вилучення           | 8 хв.                                                                   |                  | Арбітри: Роман Гофман Бретт Айверсон |
| 51                                                                                        | Кидки               | 27                                                                      |                  | Арбітри: Роман Гофман Бретт Айверсон |

| 7 травня 2016 16:15 | Норвегія | 0 : 3 (0:0, 0:2, 0:1) | Данія | «Льодовий палац ВТБ», Москва Глядачів: 6 668 |

| Протокол | Протокол    | Протокол | Протокол      | Протокол                               |
| -------- | ----------- | --- | ------------- | -------------------------------------- |
|          | Ларс Хауген | Голкіпери | Себастіан Дам | Арбітри: Стефан Фонселіус Тобіас Верлі |
|          | 0:1 0:2 0:3 | 21:06 — Н. Єнсен (Ф. Сторм, М. Мадсен) 34:12 — Єспер Б. Єнсен (Л. Еллер, Д. Нільсен) 59:45 — Н. Єнсен (Д. Нільсен) |               | Арбітри: Стефан Фонселіус Тобіас Верлі |
| 4 хв.    | Вилучення   | 16 хв. |               | Арбітри: Стефан Фонселіус Тобіас Верлі |
| 44       | Кидки       | 28 |               | Арбітри: Стефан Фонселіус Тобіас Верлі |

#### 2-й тур
| 7 травня 2016 20:15 | Латвія | 3 : 4 Б (0:2, 1:0, 2:1, 0:0, 0:1) | Чехія | «Льодовий палац ВТБ», Москва Глядачів: 4 650 |

| Протокол | Протокол                    | Протокол | Протокол       | Протокол                            |
| --- | --------------------------- | --- | -------------- | ----------------------------------- |
| | Едгарс Масальскіс           | Голкіпери | Павел Францоуз | Арбітри: Йозеф Кубуш Алексі Рантала |
| Р. Букартс (А. Джеріньш, М. Редліхс) — 35:26 З. Гіргенсонс (Р. Аболс, К. Даугавіньш) — 48:20 М. Редліхс (А. Джеріньш, Р. Букартс) — 57:41 | 0:1 0:2 1:2 2:2 3:2 3:3 3:4 | 03:33 — Т. Плеканець (Д. Пастрняк, Р. Червенка) 06:23 — Т. Плеканець (Л. Кашпар, Р. Червенка) 59:01 — М. Ржепік (Я. Єрабек, Я. Коварж) пер. бул. Л. Кашпар |                | Арбітри: Йозеф Кубуш Алексі Рантала |
| 22 хв. | Вилучення                   | 4 хв. |                | Арбітри: Йозеф Кубуш Алексі Рантала |
| 25 | Кидки                       | 39 |                | Арбітри: Йозеф Кубуш Алексі Рантала |

| 8 травня 2016 12:15 | Казахстан | 4 : 6 (3:3, 0:1, 1:2) | Росія | «Льодовий палац ВТБ», Москва Глядачів: 10 122 |

| Протокол | Протокол                                | Протокол | Протокол           | Протокол                              |
| --- | --------------------------------------- | --- | ------------------ | ------------------------------------- |
| | Віталій Колесник                        | Голкіпери | Сергій Бобровський | Арбітри: Йозеф Кубуш Максим Сидоренко |
| Д. Бойд (Б. Боченскі, Н. Доус) — 08:04 Р. Старченко (М. Худяков, Є. Римарєв) — 09:02 Є. Римарєв (Р. Старченко) — 19:46 М. Семенов (Д. Бойд, Н. Доус) — 41:00 | 0:1 1:1 2:1 2:2 2:3 3:3 3:4 4:4 4:5 4:6 | 06:43 — Є. Дадонов (В. Шипачов, А. Бєлов) 09:21 — Р. Любимов (С. Калінін, С. Плотников) 11:11 — С. Мозякін (Є. Дадонов, В. Шипачов) 38:02 — А. Бєлов (П. Дацюк, В. Антипін) 43:57 — А. Бєлов (М. Чудінов, С. Мозякін) 48:38 — Р. Любимов (А. Бєлов, П. Дацюк) |                    | Арбітри: Йозеф Кубуш Максим Сидоренко |
| 10 хв. | Вилучення                               | 8 хв. |                    | Арбітри: Йозеф Кубуш Максим Сидоренко |
| 19 | Кидки                                   | 49 |                    | Арбітри: Йозеф Кубуш Максим Сидоренко |

| 8 травня 2016 16:15 | Норвегія | 4 : 3 ОТ (1:1, 2:0, 0:2, 1:0) | Швейцарія | «Льодовий палац ВТБ», Москва Глядачів: 4 515 |

| Протокол | Протокол                    | Протокол | Протокол     | Протокол                                |
| --- | --------------------------- | --- | ------------ | --------------------------------------- |
| | Ларс Вольден                | Голкіпери | Роберт Мейєр | Арбітри: Даніель Піхачек Алексі Рантала |
| К. А. Олімб (М. Олімб) — 14:07 М. Реймарк (К. Форсберг) — 23:03 М. Олімб (К. А. Олімб) — 38:03 А. Мартінсен (М. Олімб, М. Трюгг) — 63:23 | 0:1 1:1 2:1 3:1 3:2 3:3 4:3 | 02:27 — С. Вальзер (Л. Марчіні, Я. Вебер) 43:24 — С. Мозер (Р. Діас, Н. Нідеррайтер) 59:50 — Ф. дю Буа (Р. Діас, А. Амбюль) |              | Арбітри: Даніель Піхачек Алексі Рантала |
| 8 хв. | Вилучення                   | 6 хв. |              | Арбітри: Даніель Піхачек Алексі Рантала |
| 26 | Кидки                       | 39 |              | Арбітри: Даніель Піхачек Алексі Рантала |

| 8 травня 2016 20:15 | Швеція | 5 : 2 (0:1, 4:0, 1:1) | Данія | «Льодовий палац ВТБ», Москва |

| Протокол | Протокол                    | Протокол                                                                                | Протокол      | Протокол                             |
| --- | --------------------------- | --------------------------------------------------------------------------------------- | ------------- | ------------------------------------ |
| | Віктор Фаст                 | Голкіпери                                                                               | Себастіан Дам | Арбітри: Роман Гофман Бретт Айверсон |
| Р. Розен (О. Фантенберг, М. Рітола) — 27:03 М. Баклунд (Д. Ерікссон, Л. Умарк) — 28:30 М. Нюгрен (Л. Умарк, Ю. Сундстрем) — 37:06 М. Баклунд (Д. Ерікссон, Л. Умарк) — 39:00 Г. Нуквіст — 49:35 | 0:1 1:1 2:1 3:1 4:1 5:1 5:2 | 15:05 — Н. Елерс (Є. Б. Єнсен, Л. Еллер) 59:54 — Є. Б. Єнсен (П. Бйоркстранд, М. Греен) |               | Арбітри: Роман Гофман Бретт Айверсон |
| 10 хв. | Вилучення                   | 14 хв.                                                                                  |               | Арбітри: Роман Гофман Бретт Айверсон |
| 42 | Кидки                       | 25                                                                                      |               | Арбітри: Роман Гофман Бретт Айверсон |

#### 3-й тур
| 9 травня 2016 16:15 | Латвія | 0 : 4 (0:0, 0:2, 0:2) | Росія | «Льодовий палац ВТБ», Москва Глядачів: 10 440 |

| Протокол | Протокол         | Протокол | Протокол           | Протокол                               |
| -------- | ---------------- | --- | ------------------ | -------------------------------------- |
|          | Елвіс Мерзлікінс | Голкіпери | Сергій Бобровський | Арбітри: Стефан Фонселіус Тобіас Верлі |
|          | 0:1 0:2 0:3 0:4  | 20:29 — А. Панарін (П. Дацюк) 27:34 — Є. Дадонов (В. Шипачов, А. Панарін) 47:02 — В. Шипачов (А. Панарін, Є. Дадонов) 57:30 — А. Панарін (М. Чудінов, В. Шипачов) |                    | Арбітри: Стефан Фонселіус Тобіас Верлі |
| 8 хв.    | Вилучення        | 35 хв. |                    | Арбітри: Стефан Фонселіус Тобіас Верлі |
| 27       | Кидки            | 37 |                    | Арбітри: Стефан Фонселіус Тобіас Верлі |

| 9 травня 2016 20:15 | Швеція | 2 : 4 (2:0, 0:3, 0:1) | Чехія | «Льодовий палац ВТБ», Москва Глядачів: 7 780 |

| Протокол                                                                                  | Протокол                | Протокол | Протокол       | Протокол                                  |
| ----------------------------------------------------------------------------------------- | ----------------------- | --- | -------------- | ----------------------------------------- |
|                                                                                           | Якоб Маркстрем          | Голкіпери | Павел Францоуз | Арбітри: Даніель Піхачек Максим Сидоренко |
| Р. Розен (Е. Густафссон, А. Веннберг) — 09:15 М. Лундберг (М. Шегрен, А. Ларссон) — 19:52 | 1:0 2:0 2:1 2:2 2:3 2:4 | 26:45 — Д. Пастрняк (Р. Червенка, Я. Єрабек) 33:38 — Я. Коварж (Я. Єрабек, М. Бірнер) 37:59 — М. Бірнер 54:32 — М. Бірнер |                | Арбітри: Даніель Піхачек Максим Сидоренко |
| 4 хв.                                                                                     | Вилучення               | 6 хв. |                | Арбітри: Даніель Піхачек Максим Сидоренко |
| 28                                                                                        | Кидки                   | 33 |                | Арбітри: Даніель Піхачек Максим Сидоренко |

| 10 травня 2016 16:15 | Швейцарія | 3 : 2 ОТ (0:2, 0:0, 2:0, 1:0) | Данія | «Льодовий палац ВТБ», Москва Глядачів: 5 962 |

| Протокол | Протокол            | Протокол                                                                       | Протокол      | Протокол                                  |
| --- | ------------------- | ------------------------------------------------------------------------------ | ------------- | ----------------------------------------- |
| | Рето Берра          | Голкіпери                                                                      | Себастіан Дам | Арбітри: Антонін Єржабек Костянтин Оленін |
| Я. Вебер (С. Мозер, Н. Нідеррайтер) — 49:42 Н. Нідеррайтер (С. Мозер, Р. Діас) — 57:58 Е. Блум (А. Амбюль) — 64:08 | 0:1 0:2 1:2 2:2 3:2 | 07:08 — Ф. Сторм (Д. Нільсен, Н. Єнсен) 18:54 — Н. Елерс (Л. Еллер, Я. Гансен) |               | Арбітри: Антонін Єржабек Костянтин Оленін |
| 16 хв. | Вилучення           | 12 хв.                                                                         |               | Арбітри: Антонін Єржабек Костянтин Оленін |
| 42 | Кидки               | 28                                                                             |               | Арбітри: Антонін Єржабек Костянтин Оленін |

| 10 травня 2016 20:15 | Казахстан | 2 : 4 (1:1, 1:2, 0:1) | Норвегія | «Льодовий палац ВТБ», Москва Глядачів: 7 384 |

| Протокол                                                                         | Протокол                | Протокол | Протокол    | Протокол                         |
| -------------------------------------------------------------------------------- | ----------------------- | --- | ----------- | -------------------------------- |
|                                                                                  | Віталій Колесник        | Голкіпери | Ларс Хауген | Арбітри: Тімоті Маєр Лінус Елунд |
| Н. Доус (Д. Бойд, М. Семенов) — 07:00 Б. Боченскі (Р. Савченко, Н. Доус) — 35:47 | 0:1 1:1 1:2 2:2 2:3 2:4 | 03:24 — Й. Йоганнесен (К. Форсберг) 33:04 — К. А. Олімб (М. Нерстебе, М. Р. Ольсен) 38:17 — М. Олімб (К. А. Олімб, Й. Голес) 57:37 — М. Цуккарелло (Л. Хауген) |             | Арбітри: Тімоті Маєр Лінус Елунд |
| 18 хв.                                                                           | Вилучення               | 12 хв. |             | Арбітри: Тімоті Маєр Лінус Елунд |
| 19                                                                               | Кидки                   | 43 |             | Арбітри: Тімоті Маєр Лінус Елунд |

#### 4-й тур
| 11 травня 2016 16:15 | Швейцарія | 5 : 4 (0:0, 3:3, 2:1) | Латвія | «Льодовий палац ВТБ», Москва Глядачів: 5 692 |

| Протокол | Протокол                            | Протокол | Протокол          | Протокол                              |
| --- | ----------------------------------- | --- | ----------------- | ------------------------------------- |
| | Рето Берра                          | Голкіпери | Едгарс Масальскіс | Арбітри: Тімоті Маєр Максим Сидоренко |
| Н. Нідеррайтер (С. Андрігетто, Р. Діас) — 23:33 Н. Нідеррайтер (Ф. дю Буа, Р. Діас) — 26:06 Г. Гофманн (С. Андрігетто, Р. Шеппі) — 28:30 С. Андрігетто (П. Герінг) — 45:56 Е. Блум — 58:31 | 1:0 2:0 3:0 3:1 3:2 3:3 4:3 4:4 5:4 | 33:24 — М. Редліхс (К. Сотнієкс, О. Цибульскіс) 37:23 — М. Редліхс (К. Сотнієкс, О. Цибульскіс) 38:36 — Р. Кєниньш 46:22 — О. Широков (Г. Галвіньш, К. Даугавіньш) |                   | Арбітри: Тімоті Маєр Максим Сидоренко |
| 10 хв. | Вилучення                           | 22 хв. |                   | Арбітри: Тімоті Маєр Максим Сидоренко |
| 31 | Кидки                               | 17 |                   | Арбітри: Тімоті Маєр Максим Сидоренко |

| 11 травня 2016 20:15 | Швеція | 7 : 3 (3:1, 3:0, 1:2) | Казахстан | «Льодовий палац ВТБ», Москва Глядачів: 8 729 |

| Протокол | Протокол                                | Протокол | Протокол         | Протокол                                  |
| --- | --------------------------------------- | --- | ---------------- | ----------------------------------------- |
| | Віктор Фаст                             | Голкіпери | Віталій Колесник | Арбітри: Антонін Єржабек Костянтин Оленін |
| М. Баклунд (Л. Умарк, А. Ларссон) — 12:20 Л. Класен (Нюквіст, А. Веннберг) — 15:11 А. Ларссон (Й. Норман, М. Шегрен) — 16:15 Нюквіст (А. Веннберг, Л. Класен) — 24:25 Нюквіст (Л. Умарк, Дж. Ерікссон) — 28:51 А. Веннберг — 30:42 Нюквіст (Ю. Франссон, А. Веннберг) — 54:02 | 1:0 2:0 3:0 3:1 4:1 5:1 6:1 6:2 6:3 7:3 | 19:59 — Д. Бойд (Н. Доус) 46:49 — В. Маркелов (К. Пушкарьов, І. Соларьов) 47:57 — Р. Савченко (Є. Римарєв, П. Полуектов) |                  | Арбітри: Антонін Єржабек Костянтин Оленін |
| 14 хв. | Вилучення                               | 8 хв. |                  | Арбітри: Антонін Єржабек Костянтин Оленін |
| 46 | Кидки                                   | 26 |                  | Арбітри: Антонін Єржабек Костянтин Оленін |

| 12 травня 2016 16:15 | Чехія | 7 : 0 (3:0, 4:0, 0:0) | Норвегія | «Льодовий палац ВТБ», Москва Глядачів: 5 124 |

| Протокол | Протокол                    | Протокол  | Протокол                 | Протокол                          |
| --- | --------------------------- | --------- | ------------------------ | --------------------------------- |
| | Домінік Фурх                | Голкіпери | Ларс Вольден Ларс Хауген | Арбітри: Тобіас Бйорк Марк Віганд |
| Р. Червенка (Д. Пастрняк, Т. Кундратек) — 05:11 Т. Зогорна — 09:33 Р. Коусал — 19:45 Л. Кашпар (Т. Кундратек) — 22:10 Р. Шимек (М. Бірнер) — 28:37 М. Ржепік (Я. Єрабек, Я. Коварж) — 34:53 Л. Кашпар (Т. Зогорна, М. Доудера) — 39:09 | 1:0 2:0 3:0 4:0 5:0 6:0 7:0 |           |                          | Арбітри: Тобіас Бйорк Марк Віганд |
| 20 хв. | Вилучення                   | 12 хв.    |                          | Арбітри: Тобіас Бйорк Марк Віганд |
| 33 | Кидки                       | 26        |                          | Арбітри: Тобіас Бйорк Марк Віганд |

| 12 травня 2016 20:15 | Росія | 10 : 1 (3:0, 4:1, 3:0) | Данія | «Льодовий палац ВТБ», Москва Глядачів: 11 022 |

| Протокол | Протокол                                     | Протокол                               | Протокол      | Протокол                           |
| --- | -------------------------------------------- | -------------------------------------- | ------------- | ---------------------------------- |
| | Сергій Бобровський                           | Голкіпери                              | Сімон Нільсен | Арбітри: Мартін Франьо Лінус Елунд |
| О. Марченко (Є. Дадонов, М. Зайцев) — 02:38 М. Чудінов (В. Шипачов, А. Панарін) — 12:45 М. Зайцев (О. Бурмистров) — 13:06 С. Мозякін (П. Дацюк, Р. Любимов) — 30:43 С. Мозякін (П. Дацюк, А. Бєлов) — 33:42 С. Широков (В. Войнов) — 33:52 Є. Дадонов (В. Шипачов, А. Панарін) — 37:37 В. Шипачов (Є. Дадонов, А. Панарін) — 41:50 В. Шипачов (А. Панарін, Є. Дадонов) — 44:38 А. Панарін (В. Войнов, В. Шипачов) — 55:31 | 1:0 2:0 3:0 3:1 4:1 5:1 6:1 7:1 8:1 9:1 10:1 | 29:56 — Я. Гансен (Н. Елерс, Л. Еллер) |               | Арбітри: Мартін Франьо Лінус Елунд |
| 6 хв. | Вилучення                                    | 16 хв.                                 |               | Арбітри: Мартін Франьо Лінус Елунд |
| 41 | Кидки                                        | 17                                     |               | Арбітри: Мартін Франьо Лінус Елунд |

#### 5-й тур
| 13 травня 2016 16:15 | Чехія | 3 : 1 (1:0, 0:0, 2:1) | Казахстан | «Льодовий палац ВТБ», Москва Глядачів: 8 234 |

| Протокол | Протокол        | Протокол                               | Протокол         | Протокол                         |
| --- | --------------- | -------------------------------------- | ---------------- | -------------------------------- |
| | Павел Францоуз  | Голкіпери                              | Віталій Колесник | Арбітри: Петер Гебей Тімоті Маєр |
| Т. Плеканець (Д. Пастрняк, Р. Червенка) — 06:55 Т. Плеканець (Д. Пастрняк) — 42:51 Р. Коусал (М. Бірнер, М. Ржепік) — 58:51 | 1:0 2:0 2:1 3:1 | 55:30 — Н. Доус (Д. Бойд, В. Трясунов) |                  | Арбітри: Петер Гебей Тімоті Маєр |
| 8 хв. | Вилучення       | 6 хв.                                  |                  | Арбітри: Петер Гебей Тімоті Маєр |
| 36 | Кидки           | 20                                     |                  | Арбітри: Петер Гебей Тімоті Маєр |

| 13 травня 2016 20:15 | Данія | 3 : 2 Б (1:1, 1:1, 0:0, 0:0, 1:0) | Латвія | «Льодовий палац ВТБ», Москва Глядачів: 7 788 |

| Протокол                                                                                                   | Протокол            | Протокол                                                                                        | Протокол         | Протокол                         |
| --- | ------------------- | ----------------------------------------------------------------------------------------------- | ---------------- | -------------------------------- |
| | Себастіан Дам       | Голкіпери                                                                                       | Елвіс Мерзлікінс | Арбітри: Лінус Елунд Марк Віганд |
| Н. Єнсен (М. Мадсен, М. Греен) — 11:57 М. Поульсен (М. Бедкер, М. Крістенсен) — 28:28 Н. Єнсен — пер. бул. | 1:0 1:1 1:2 2:2 3:2 | 17:45 — А. Джеріньш (Р. Букартс, О. Цибульскіс) 21:57 — К. Даугавіньш (Р. Букартс, А. Джеріньш) |                  | Арбітри: Лінус Елунд Марк Віганд |
| 10 хв. | Вилучення           | 33 хв.                                                                                          |                  | Арбітри: Лінус Елунд Марк Віганд |
| 36 | Кидки               | 32                                                                                              |                  | Арбітри: Лінус Елунд Марк Віганд |

| 14 травня 2016 12:15 | Норвегія | 2 : 3 (0:0, 0:1, 2:2) | Швеція | «Льодовий палац ВТБ», Москва Глядачів: 6 221 |

| Протокол                                                                              | Протокол            | Протокол                                                                                                   | Протокол       | Протокол                         |
| ------------------------------------------------------------------------------------- | ------------------- | --- | -------------- | -------------------------------- |
|                                                                                       | Ларс Хауген         | Голкіпери                                                                                                  | Якоб Маркстрем | Арбітри: Петер Гебей Тімоті Маєр |
| М. Ольсен (М. Олімб, Й. Йоганнесен) — 43:41 А. Мартінсен (Й. Голес, М. Олімб) — 58:02 | 0:1 0:2 1:2 1:3 2:3 | 20:56 — Нюквіст 42:43 — М. Лундберг (Ю. Франссон, М. Шегрен) 51:47 — Р. Розен (Е. Густафссон, А. Веннберг) |                | Арбітри: Петер Гебей Тімоті Маєр |
| 12 хв.                                                                                | Вилучення           | 10 хв. |                | Арбітри: Петер Гебей Тімоті Маєр |
| 25                                                                                    | Кидки               | 36 |                | Арбітри: Петер Гебей Тімоті Маєр |

| 14 травня 2016 16:15 | Росія | 5 : 1 (1:0, 1:0, 3:1) | Швейцарія | «Льодовий палац ВТБ», Москва Глядачів: 11 222 |

| Протокол | Протокол                        | Протокол                                    | Протокол   | Протокол                                |
| --- | ------------------------------- | ------------------------------------------- | ---------- | --------------------------------------- |
| | Сергій Бобровський Ілля Сорокін | Голкіпери                                   | Рето Берра | Арбітри: Антонін Єржабек Алексі Рантала |
| І. Телегін (Р. Любимов) — 05:13 Є. Кузнецов (О. Овечкін) — 28:40 І. Телегін (Р. Любимов) — 48:50 С. Широков (М. Зайцев) — 55:20 С. Мозякін (П. Дацюк, С. Санников) — 59:43 | 1:0 2:0 3:0 4:0 4:1 5:1         | 58:44 — С. Мозер (Я. Вебер, Н. Нідеррайтер) |            | Арбітри: Антонін Єржабек Алексі Рантала |
| 6 хв. | Вилучення                       | 26 хв.                                      |            | Арбітри: Антонін Єржабек Алексі Рантала |
| 38 | Кидки                           | 35                                          |            | Арбітри: Антонін Єржабек Алексі Рантала |

#### 6-й тур
| 14 травня 2016 20:15 | Казахстан | 1 : 2 (1:0, 0:1, 0:1) | Латвія | «Льодовий палац ВТБ», Москва Глядачів: 7 305 |

| Протокол          | Протокол         | Протокол                                                                | Протокол         | Протокол                            |
| ----------------- | ---------------- | ----------------------------------------------------------------------- | ---------------- | ----------------------------------- |
|                   | Віталій Колесник | Голкіпери                                                               | Елвіс Мерзлікінс | Арбітри: Тобіас Бйорк Мартін Франьо |
| М. Іванов — 04:37 | 1:0 1:1 1:2      | 35:14 — К. Даугавіньш 54:49 — М. Бічевскіс (М. Індрашіс, О. Цибульскіс) |                  | Арбітри: Тобіас Бйорк Мартін Франьо |
| 10 хв.            | Вилучення        | 4 хв.                                                                   |                  | Арбітри: Тобіас Бйорк Мартін Франьо |
| 20                | Кидки            | 38                                                                      |                  | Арбітри: Тобіас Бйорк Мартін Франьо |

| 15 травня 2016 16:15 | Данія | 2 : 1 Б (0:0, 0:1, 1:0, 0:0, 1:0) | Чехія | «Льодовий палац ВТБ», Москва Глядачів: 8 107 |

| Протокол                                                    | Протокол      | Протокол                           | Протокол     | Протокол                             |
| ----------------------------------------------------------- | ------------- | ---------------------------------- | ------------ | ------------------------------------ |
|                                                             | Себастіан Дам | Голкіпери                          | Домінік Фурх | Арбітри: Тобіас Бйорк Алексі Рантала |
| М. Мадсен (Ф. Сторм, Н. Єнсен) — 43:10 Л. Еллер — пер. бул. | 0:1 1:1 2:1   | 24:09 — Т. Плеканець (Р. Червенка) |              | Арбітри: Тобіас Бйорк Алексі Рантала |
| 2 хв.                                                       | Вилучення     | 19 хв.                             |              | Арбітри: Тобіас Бйорк Алексі Рантала |
| 21                                                          | Кидки         | 41                                 |              | Арбітри: Тобіас Бйорк Алексі Рантала |

| 15 травня 2016 20:15 | Швейцарія | 2 : 3 Б (1:0, 0:1, 1:1, 0:0, 0:1) | Швеція | «Льодовий палац ВТБ», Москва Глядачів: 8 214 |

| Протокол                                                                         | Протокол            | Протокол | Протокол       | Протокол                                 |
| -------------------------------------------------------------------------------- | ------------------- | --- | -------------- | ---------------------------------------- |
|                                                                                  | Рето Берра          | Голкіпери                                                                                                   | Якоб Маркстрем | Арбітри: Стефан Фонселіус Бретт Айверсон |
| С. Андрігетто (Н. Шнебергер) — 18:21 Д. Голленштайн (Е. Блум, А. Амбюль) — 44:58 | 1:0 1:1 2:1 2:2 2:3 | 31:12 — Ю. Сундстрем (Л. Умарк, М. Нюгрен) 50:02 — Нюквіст (А. Ларссон, Р. Розен) пер. бул. — А. Бураковскі |                | Арбітри: Стефан Фонселіус Бретт Айверсон |
| 18 хв.                                                                           | Вилучення           | 16 хв. |                | Арбітри: Стефан Фонселіус Бретт Айверсон |
| 29                                                                               | Кидки               | 36 |                | Арбітри: Стефан Фонселіус Бретт Айверсон |

| 16 травня 2016 16:15 | Росія | 3 : 0 (0:0, 2:0, 1:0) | Норвегія | «Льодовий палац ВТБ», Москва Глядачів: 12 116 |

| Протокол                                                                                                 | Протокол     | Протокол  | Протокол       | Протокол                              |
| --- | ------------ | --------- | -------------- | ------------------------------------- |
| | Ілля Сорокін | Голкіпери | Стеффен Себерг | Арбітри: Тобіас Бйорк Даніель Піхачек |
| І. Телегін (Д. Орлов, С. Калінін) — 22:09 А. Панарін (В. Шипачов) — 37:52 Р. Любимов (О. Ємелін) — 42:31 | 1:0 2:0 3:0  |           |                | Арбітри: Тобіас Бйорк Даніель Піхачек |
| 6 хв. | Вилучення    | 8 хв.     |                | Арбітри: Тобіас Бйорк Даніель Піхачек |
| 28 | Кидки        | 27        |                | Арбітри: Тобіас Бйорк Даніель Піхачек |

#### 7-й тур
| 16 травня 2016 20:15 | Данія | 4 : 1 (3:0, 1:1, 0:0) | Казахстан | «Льодовий палац ВТБ», Москва Глядачів: 7 097 |

| Протокол | Протокол            | Протокол                                | Протокол                       | Протокол                         |
| --- | ------------------- | --------------------------------------- | ------------------------------ | -------------------------------- |
| | Себастіан Дам       | Голкіпери                               | Павло Полуектов Дмитро Мальгін | Арбітри: Петер Гебей Йозеф Кубуш |
| М. Лаурідсен (Л. Еллер, Я. Гансен) — 08:56 Я. Гансен — 16:46 Н. Єнсен (Ф. Сторм) — 17:50 Н. Елерс (М. Лаурідсен) — 29:52 | 1:0 2:0 3:0 3:1 4:1 | 23:57 — Н. Доус (Б. Боченскі, О. Ліпін) |                                | Арбітри: Петер Гебей Йозеф Кубуш |
| 2 хв. | Вилучення           | 12 хв.                                  |                                | Арбітри: Петер Гебей Йозеф Кубуш |
| 36 | Кидки               | 19                                      |                                | Арбітри: Петер Гебей Йозеф Кубуш |

| 17 травня 2016 12:15 | Чехія | 5 : 4 (1:1, 1:0, 3:3) | Швейцарія | «Льодовий палац ВТБ», Москва Глядачів: 7 101 |

| Протокол | Протокол                            | Протокол | Протокол   | Протокол                              |
| --- | ----------------------------------- | --- | ---------- | ------------------------------------- |
| | Павел Францоуз                      | Голкіпери | Рето Берра | Арбітри: Тобіас Бйорк Даніель Піхачек |
| М. Бірнер (М. Кемпний, М. Ржепік) — 17:00 Л. Кашпар (бул.) — 24:50 М. Затьович — 41:45 Т. Зогорна (Р. Коусал, Я. Коларж) — 49:59 М. Йордан — 54:15 | 0:1 1:1 2:1 3:1 3:2 4:2 5:2 5:3 5:4 | 11:36 — Д. Голленштайн (С. Андрігетто, Р. Шеппі) 45:38 — С. Мозер (Ф. дю Буа, М. Тракслер) 55:42 — Н. Шнебергер (С. Мозер, Г. Гофманн) 59:34 — С. Андрігетто (Д. Голленштайн) |            | Арбітри: Тобіас Бйорк Даніель Піхачек |
| 6 хв. | Вилучення                           | 8 хв. |            | Арбітри: Тобіас Бйорк Даніель Піхачек |
| 31 | Кидки                               | 23 |            | Арбітри: Тобіас Бйорк Даніель Піхачек |

| 17 травня 2016 16:15 | Латвія | 1 : 3 (1:1, 0:2, 0:0) | Норвегія | «Льодовий палац ВТБ», Москва Глядачів: 6 037 |

| Протокол                          | Протокол                           | Протокол                                                                                                | Протокол       | Протокол                         |
| --------------------------------- | ---------------------------------- | --- | -------------- | -------------------------------- |
|                                   | Елвіс Мерзлікінс Едгарс Масальскіс | Голкіпери                                                                                               | Стеффен Себерг | Арбітри: Петер Гебей Тімоті Маєр |
| М. Індрашіс (Г. Галвіньш) — 11:42 | 1:0 1:1 1:2 1:3                    | 16:12 — К. А. Олімб (М. Р. Ольсен) 20:40 — Й. Голес (А. Мартінсен, М. Цуккарелло) 20:56 — Й. Йоганнесен |                | Арбітри: Петер Гебей Тімоті Маєр |
| 6 хв.                             | Вилучення                          | 26 хв.                                                                                                  |                | Арбітри: Петер Гебей Тімоті Маєр |
| 24                                | Кидки                              | 26 |                | Арбітри: Петер Гебей Тімоті Маєр |

| 17 травня 2016 20:15 | Росія | 4 : 1 (2:0, 2:0, 0:1) | Швеція | «Льодовий палац ВТБ», Москва Глядачів: 12 181 |

| Протокол | Протокол            | Протокол                                     | Протокол       | Протокол                            |
| --- | ------------------- | -------------------------------------------- | -------------- | ----------------------------------- |
| | Сергій Бобровський  | Голкіпери                                    | Якоб Маркстрем | Арбітри: Йозеф Кубуш Алексі Рантала |
| Є. Дадонов (А. Панарін, В. Шипачов) — 14:43 А. Панарін (В. Шипачов, О. Марченко) — 17:52 П. Дацюк (С. Мозякін, М. Зайцев) — 21:34 Р. Любимов (С. Мозякін, П. Дацюк) — 29:40 | 1:0 2:0 3:0 4:0 4:1 | 41:06 — М. Екгольм (А. Ларссон, А. Веннберг) |                | Арбітри: Йозеф Кубуш Алексі Рантала |
| 4 хв. | Вилучення           | 8 хв.                                        |                | Арбітри: Йозеф Кубуш Алексі Рантала |
| 40 | Кидки               | 37                                           |                | Арбітри: Йозеф Кубуш Алексі Рантала |

### Група В
| Команда    | І | В | ВО | ПО | П | Ш     | Очк |
| ---------- | - | - | -- | -- | - | ----- | --- |
| Фінляндія  | 7 | 7 | 0  | 0  | 0 | 29:6  | 21  |
| Канада     | 7 | 6 | 0  | 0  | 1 | 34:8  | 18  |
| Німеччина  | 7 | 4 | 0  | 1  | 2 | 22:20 | 13  |
| США        | 7 | 3 | 0  | 1  | 3 | 22:18 | 10  |
| Словаччина | 7 | 2 | 1  | 0  | 4 | 15:23 | 8   |
| Білорусь   | 7 | 2 | 0  | 0  | 5 | 16:32 | 6   |
| Франція    | 7 | 1 | 1  | 0  | 5 | 11:23 | 5   |
| Угорщина   | 7 | 1 | 0  | 0  | 6 | 12:31 | 3   |

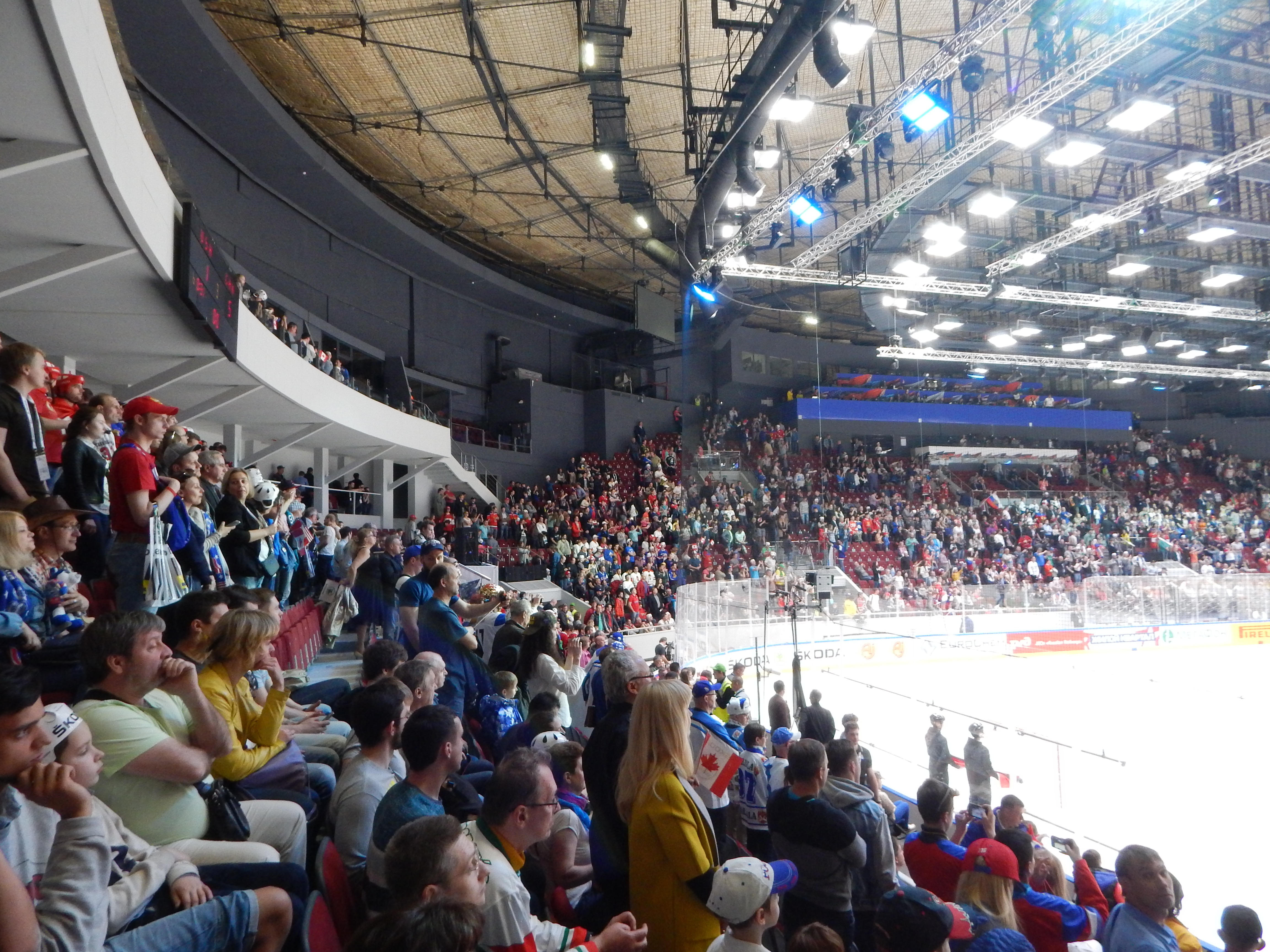
Палац спорту «Ювілейний».

- Час початку матчів місцевий (UTC+3)

#### 1-й тур
| 6 травня 2016 16:15 | США | 1 : 5 (1:2, 0:1, 0:2) | Канада | «Ювілейний», Санкт-Петербург Глядачів: 5 236 |

| Протокол                                   | Протокол                | Протокол | Протокол   | Протокол                          |
| ------------------------------------------ | ----------------------- | --- | ---------- | --------------------------------- |
|                                            | Кейт Кінкейд            | Голкіпери | Кем Тальбо | Арбітри: Тобіас Бйорк Марк Віганд |
| П. Марун (К. Коннор, Д. Варсофскі) — 04:54 | 1:0 1:1 1:2 1:3 1:4 1:5 | 05:25 — Т. Голл (Д. Брассар, К. Перрі) 08:48 — Б. Галлахер (Р. О'Райллі) 31:37 — М. Дюшен (К. Сесі, Р. Мюррей) 45:54 — Б. Дженнер (Р. О'Райллі) 51:16 — Б. Маршенд (М. Дюшен) |            | Арбітри: Тобіас Бйорк Марк Віганд |
| 10 хв.                                     | Вилучення               | 6 хв. |            | Арбітри: Тобіас Бйорк Марк Віганд |
| 25                                         | Кидки                   | 33 |            | Арбітри: Тобіас Бйорк Марк Віганд |

| 6 травня 2016 20:15 | Фінляндія | 6 : 2 (0:0, 4:1, 2:1) | Білорусь | «Ювілейний», Санкт-Петербург Глядачів: 4 877 |

| Протокол | Протокол                        | Протокол                                                                      | Протокол       | Протокол                           |
| --- | ------------------------------- | ----------------------------------------------------------------------------- | -------------- | ---------------------------------- |
| | Мікко Коскінен                  | Голкіпери                                                                     | Віталій Коваль | Арбітри: Мартін Франьо Петер Гебей |
| П. Лайне (О. Барков) — 21:45 М. Койву (М. Гранлунд, Е. Лінделл) — 32:28 П. Лайне (М. Койву, Ю. Йокінен) — 38:36 М. Гранлунд (П. Лайне, О. Барков) — 39:56 А. Пільстрем (Т. Пулккінен) — 42:59 М. Гранлунд (А. Салмела, С. Аго) — 47:51 | 1:0 2:0 2:1 3:1 4:1 5:1 6:1 6:2 | 37:55 — А. Стась (О. Павлович) 51:01 — О. Калюжний (А. Костіцин, С. Костіцин) |                | Арбітри: Мартін Франьо Петер Гебей |
| 8 хв. | Вилучення                       | 8 хв.                                                                         |                | Арбітри: Мартін Франьо Петер Гебей |
| 30 | Кидки                           | 16                                                                            |                | Арбітри: Мартін Франьо Петер Гебей |

| 7 травня 2016 12:15 | Словаччина | 4 : 1 (2:1, 1:0, 1:0) | Угорщина | «Ювілейний», Санкт-Петербург Глядачів: 2 830 |

| Протокол | Протокол            | Протокол                                 | Протокол     | Протокол                         |
| --- | ------------------- | ---------------------------------------- | ------------ | -------------------------------- |
| | Браніслав Конрад    | Голкіпери                                | Міклош Райна | Арбітри: Тімоті Маєр Марк Віганд |
| Т. Марчінко (Д. Граняк, В. Дравецький) — 07:07 Т. Юрчо (А. Секера, М. Маринчин) — 17:43 А. Секера (Т. Юрчо, М. Маринчин) — 35:09 П. Лушняк (Т. Грнка) (ПВ) — 57:43 | 1:0 1:1 2:1 3:1 4:1 | 13:30 — Ф. Бенем (В. Галло, І. Барталіс) |              | Арбітри: Тімоті Маєр Марк Віганд |
| 10 хв. | Вилучення           | 6 хв.                                    |              | Арбітри: Тімоті Маєр Марк Віганд |
| 28 | Кидки               | 21                                       |              | Арбітри: Тімоті Маєр Марк Віганд |

| 7 травня 2016 16:15 | Франція | 3 : 2 Б (1:0, 1:2, 0:0, 0:0, 1:0) | Німеччина | «Ювілейний», Санкт-Петербург Глядачів: 3 750 |

| Протокол                                                                                           | Протокол            | Протокол                                                                    | Протокол      | Протокол                               |
| -------------------------------------------------------------------------------------------------- | ------------------- | --------------------------------------------------------------------------- | ------------- | -------------------------------------- |
| | Крістобаль Юе       | Голкіпери                                                                   | Тімо Пільмаєр | Арбітри: Мартін Франьо Антонін Єржабек |
| Д. Ро (Ж. Перре, Л. Меньє) — 03:38 В. Клеро (Г. Берон, Ф. Шакіашвілі) — 39:10 Д. Флері (пер. бул.) | 1:0 1:1 1:2 2:2 3:2 | 20:26 — Т. Рідер (Ф. Гогулла, Ф. Шюц) 36:50 — Ф. Шюц (Ф. Гогулла, П. Гагер) |               | Арбітри: Мартін Франьо Антонін Єржабек |
| 14 хв.                                                                                             | Вилучення           | 8 хв.                                                                       |               | Арбітри: Мартін Франьо Антонін Єржабек |
| 22                                                                                                 | Кидки               | 29                                                                          |               | Арбітри: Мартін Франьо Антонін Єржабек |

#### 2-й тур
| 7 травня 2016 20:15 | Білорусь | 3 : 6 (0:2, 2:3, 1:1) | США | «Ювілейний», Санкт-Петербург Глядачів: 3 762 |

| Протокол                                                                                                 | Протокол                            | Протокол | Протокол    | Протокол                              |
| --- | ----------------------------------- | --- | ----------- | ------------------------------------- |
| | Кевін Лаланд                        | Голкіпери | Майк Кондон | Арбітри: Лінус Елунд Костянтин Оленін |
| Д. Платт (А. Степанов, Ш. Лінгле) — 27:10 А. Стась — 38:12 Д. Коробов (С. Костіцин, А. Степанов) — 49:28 | 0:1 0:2 0:3 1:3 1:4 1:5 2:5 3:5 3:6 | 09:58 — М. Вуд (Ф. Ватрано, В. Гіностроза) 13:38 — К. Відеман (Метьюс, Д. Ларкін) 22:13 — Д. Ларкін (Д. Шредер) 28:09 — Н. Ганіфін (В. Гіностроза, Т. Мотт) 34:25 — Метьюс (К. Коннор, Н. Ганіфін) 54:40 — Метьюс (Ф. Ватрано, Н. Ганіфін) |             | Арбітри: Лінус Елунд Костянтин Оленін |
| 41 хв.                                                                                                   | Вилучення                           | 18 хв. |             | Арбітри: Лінус Елунд Костянтин Оленін |
| 23 | Кидки                               | 33 |             | Арбітри: Лінус Елунд Костянтин Оленін |

| 8 травня 2016 12:15 | Угорщина | 1 : 7 (1:2, 0:4, 0:1) | Канада | «Ювілейний», Санкт-Петербург Глядачів: 3 825 |

| Протокол            | Протокол                        | Протокол | Протокол      | Протокол                             |
| ------------------- | ------------------------------- | --- | ------------- | ------------------------------------ |
|                     | Зольтан Хетеньї Адам Вай        | Голкіпери | Келвін Пікард | Арбітри: Антонін Єржабек Лінус Елунд |
| І. Барталіс — 18:14 | 0:1 0:2 1:2 1:3 1:4 1:5 1:6 1:7 | 05:54 — М. Шейфеле (М. Стоун, К. Мак-Девід) 10:04 — К. Перрі (Т. Голл, Д. Брассар) 27:12 — М. Стоун (К. Сесі, С. Райнгарт) 29:05 — Б. Маршенд (К. Мак-Девід, М. Матесон) 31:36 — Д. Брассар (К. Танев, М. Шейфеле) 32:45 — М. Матесон (Б. Гаттон) 44:35 — Т. Голл (М. Матесон) |               | Арбітри: Антонін Єржабек Лінус Елунд |
| 12 хв.              | Вилучення                       | 6 хв. |               | Арбітри: Антонін Єржабек Лінус Елунд |
| 22                  | Кидки                           | 36 |               | Арбітри: Антонін Єржабек Лінус Елунд |

| 8 травня 2016 16:15 | Фінляндія | 5 : 1 (2:0, 2:1, 1:0) | Німеччина | «Ювілейний», Санкт-Петербург Глядачів: 4 409 |

| Протокол | Протокол                | Протокол                                   | Протокол      | Протокол                              |
| --- | ----------------------- | ------------------------------------------ | ------------- | ------------------------------------- |
| | Мікко Коскінен          | Голкіпери                                  | Тімо Пільмаєр | Арбітри: Тімоті Маєр Костянтин Оленін |
| П. Лайне (Ю. Хієтанен, Ю. Йокінен) — 06:22 Л. Комаров (Ю. Йокінен, П. Лайне) — 09:08 С. Аго (М. Гранлунд) — 29:53 Я. Коскіранта (М. Пюоряля, Л. Комаров) — 37:50 П. Лайне (М. Койву, М. Гранлунд) — 59:57 | 1:0 2:0 3:0 4:0 4:1 5:1 | 38:42 — Б. Мацек (Л. Драйзайтль, Д. Кахун) |               | Арбітри: Тімоті Маєр Костянтин Оленін |
| 12 хв. | Вилучення               | 14 хв.                                     |               | Арбітри: Тімоті Маєр Костянтин Оленін |
| 22 | Кидки                   | 17                                         |               | Арбітри: Тімоті Маєр Костянтин Оленін |

| 8 травня 2016 20:15 | Франція | 1 : 5 (1:2, 0:2, 0:1) | Словаччина | «Ювілейний», Санкт-Петербург Глядачів: 3 850 |

| Протокол                    | Протокол                | Протокол | Протокол      | Протокол                          |
| --------------------------- | ----------------------- | --- | ------------- | --------------------------------- |
|                             | Крістобаль Юе           | Голкіпери | Юліус Гудачек | Арбітри: Тобіас Бйорк Петер Гебей |
| Д. Перре (Г. Берон) — 01:09 | 1:0 1:1 1:2 1:3 1:4 1:5 | 03:55 — А. Секера (Л. Гудачек, М. В'єденський) 13:55 — Д. Граняк (В. Дравецький, П. Лушняк) 34:52 — М. Бакош (А. Месарош, М. Серсен) 35:40 — Л. Гудачек (Т. Юрчо, М. В'єденський) 57:55 — Х. Ярош (М. В'єденський, Т. Юрчо) |               | Арбітри: Тобіас Бйорк Петер Гебей |
| 10 хв.                      | Вилучення               | 10 хв. |               | Арбітри: Тобіас Бйорк Петер Гебей |
| 25                          | Кидки                   | 22 |               | Арбітри: Тобіас Бйорк Петер Гебей |

#### 3-й тур
| 9 травня 2016 16:15 | Білорусь | 0 : 8 (0:1, 0:4, 0:3) | Канада | «Ювілейний», Санкт-Петербург Глядачів: 4 536 |

| Протокол | Протокол                        | Протокол | Протокол   | Протокол                         |
| -------- | ------------------------------- | --- | ---------- | -------------------------------- |
|          | Кевін Лаланд Дмитро Мильчаков   | Голкіпери | Кем Тальбо | Арбітри: Петер Гебей Марк Віганд |
|          | 0:1 0:2 0:3 0:4 0:5 0:6 0:7 0:8 | 16:26 — Д. Брассар (К. Перрі, М. Дюшен) 21:03 — К. Перрі (Р. Мюррей) 23:58 — Р. О'Райллі (Б. Дженнер, К. Сесі) 31:19 — М. Дюшен (Д. Брассар, К. Сесі) 31:39 — Т. Голл (К. Мак-Девід) 41:26 — Р. О'Райллі (М. Дюшен, М. Шейфеле) 49:17 — М. Стоун (М. Шейфеле) 53:52 — М. Матесон (Б. Галлахер, К. Мак-Девід) |            | Арбітри: Петер Гебей Марк Віганд |
| 10 хв.   | Вилучення                       | 6 хв. |            | Арбітри: Петер Гебей Марк Віганд |
| 13       | Кидки                           | 40 |            | Арбітри: Петер Гебей Марк Віганд |

| 9 травня 2016 20:15 | Фінляндія | 3 : 2 (2:1, 0:0, 1:1) | США | «Ювілейний», Санкт-Петербург Глядачів: 4 830 |

| Протокол | Протокол            | Протокол                                                           | Протокол    | Протокол                            |
| --- | ------------------- | ------------------------------------------------------------------ | ----------- | ----------------------------------- |
| | Мікко Коскінен      | Голкіпери                                                          | Майк Кондон | Арбітри: Тобіас Бйорк Мартін Франьо |
| М. Койву (М. Гранлунд, С. Аго) — 09:16 А. Пільстрем (Т. Пулккінен, Т. Саллінен) — 12:04 Л. Комаров (О. Барков, Ю. Йокінен) — 44:16 | 1:0 2:0 2:1 2:2 3:2 | 13:45 — Ф. Ватрано (Метьюс) 40:53 — К. Мерфі (П. Марун, Д. Ларкін) |             | Арбітри: Тобіас Бйорк Мартін Франьо |
| 6 хв. | Вилучення           | 8 хв.                                                              |             | Арбітри: Тобіас Бйорк Мартін Франьо |
| 22 | Кидки               | 18                                                                 |             | Арбітри: Тобіас Бйорк Мартін Франьо |

| 10 травня 2016 16:15 | Словаччина | 1 : 5 (1:0, 0:3, 0:2) | Німеччина | «Ювілейний», Санкт-Петербург Глядачів: 3 715 |

| Протокол                                    | Протокол                | Протокол | Протокол      | Протокол                               |
| ------------------------------------------- | ----------------------- | --- | ------------- | -------------------------------------- |
|                                             | Браніслав Конрад        | Голкіпери | Тімо Пільмаєр | Арбітри: Бретт Айверсон Алексі Рантала |
| П. Цегларик (М. Бартанус, Ю. Мікуш) — 08:42 | 1:0 1:1 1:2 1:3 1:4 1:5 | 24:23 — П. Гагер (Ф. Шюц, Ф. Гогулла) 28:57 — Ф. Гогулла (М. Мюллер, П. Гагер) 34:48 — П. Раймер (Д. Кахун, Л. Драйзайтль) 43:45 — Б. Мацек 54:36 — Д. Кахун (П. Раймер, Т. Рідер) |               | Арбітри: Бретт Айверсон Алексі Рантала |
| 10 хв.                                      | Вилучення               | 12 хв. |               | Арбітри: Бретт Айверсон Алексі Рантала |
| 28                                          | Кидки                   | 28 |               | Арбітри: Бретт Айверсон Алексі Рантала |

| 10 травня 2016 20:15 | Угорщина | 2 : 6 (1:3, 0:1, 1:2) | Франція | «Ювілейний», Санкт-Петербург Глядачів: 3 340 |

| Протокол                                                                 | Протокол                        | Протокол | Протокол      | Протокол                          |
| ------------------------------------------------------------------------ | ------------------------------- | --- | ------------- | --------------------------------- |
|                                                                          | Міклош Райна                    | Голкіпери | Крістобаль Юе | Арбітри: Роман Гофман Йозеф Кубуш |
| М. Ваш (Г. Надь, К.Верс) — 13:10 І. Шофрон (М. Ваш, І. Барталіс) — 47:58 | 0:1 1:1 1:2 1:3 1:4 2:4 2:5 2:6 | 09:14 — Н. Ріц (Й. Овітю, М. Муазан) 17:28 — С. Трей 19:26 — Д. Флері (П.-Е. Бельмар, Й. Овітю) 38:03 — Ф. Шакіашвілі (Й. Трей) 53:03 — С. Трей (П.-Е. Бельмар, Д. Флері) 56:11 — С. Трей (П.-Е. Бельмар, В. Клеро) |               | Арбітри: Роман Гофман Йозеф Кубуш |
| 12 хв.                                                                   | Вилучення                       | 10 хв. |               | Арбітри: Роман Гофман Йозеф Кубуш |
| 24                                                                       | Кидки                           | 21 |               | Арбітри: Роман Гофман Йозеф Кубуш |

#### 4-й тур
| 11 травня 2016 16:15 | Словаччина | 2 : 4 (0:0, 2:0, 0:4) | Білорусь | «Ювілейний», Санкт-Петербург Глядачів: 3 172 |

| Протокол                                                                      | Протокол                | Протокол | Протокол       | Протокол                             |
| ----------------------------------------------------------------------------- | ----------------------- | --- | -------------- | ------------------------------------ |
|                                                                               | Юліус Гудачек           | Голкіпери | Віталій Коваль | Арбітри: Роман Гофман Алексі Рантала |
| А. Секера (М. Реваї, М. Даньо) — 20:47 Т. Юрчо (Ю. Мікуш, Л. Гудачек) — 36:26 | 1:0 2:0 2:1 2:2 2:3 2:4 | 42:22 — К. Готовець (Є. Лисовець) 48:34 — А. Гаврус (К. Готовець, Є. Ковиршин) 54:42 — А. Степанов (Є. Лисовець) 57:16 — Ш. Лінгле (Д. Платт, Є. Лисовець) |                | Арбітри: Роман Гофман Алексі Рантала |
| 12 хв.                                                                        | Вилучення               | 14 хв. |                | Арбітри: Роман Гофман Алексі Рантала |
| 26                                                                            | Кидки                   | 20 |                | Арбітри: Роман Гофман Алексі Рантала |

| 11 травня 2016 20:15 | Фінляндія | 3 : 0 (0:0, 1:0, 2:0) | Угорщина | «Ювілейний», Санкт-Петербург Глядачів: 3 794 |

| Протокол | Протокол    | Протокол  | Протокол | Протокол                                |
| --- | ----------- | --------- | -------- | --------------------------------------- |
| | Юусе Сарос  | Голкіпери | Адам Вай | Арбітри: Бретт Айверсон Даніель Піхачек |
| А. Охтамаа (Л. Комаров) — 36:22 М. Койву (М. Гранлунд, Л. Комаров) — 49:27 О. Барков (П. Лайне, Ю. Йокінен) — 56:34 | 1:0 2:0 3:0 |           |          | Арбітри: Бретт Айверсон Даніель Піхачек |
| 2 хв. | Вилучення   | 14 хв.    |          | Арбітри: Бретт Айверсон Даніель Піхачек |
| 51 | Кидки       | 13        |          | Арбітри: Бретт Айверсон Даніель Піхачек |

| 12 травня 2016 16:15 | США | 4 : 0 (0:0, 3:0, 1:0) | Франція | «Ювілейний», Санкт-Петербург Глядачів: 4 287 |

| Протокол | Протокол        | Протокол  | Протокол     | Протокол                                  |
| --- | --------------- | --------- | ------------ | ----------------------------------------- |
| | Майк Кондон     | Голкіпери | Флоріан Арді | Арбітри: Стефан Фонселіус Даніель Піхачек |
| К. Відеман (Н. Фоліньйо, Д. Ларкін) — 34:23 К. Мерфі (Метьюс, Ф. Ватрано) — 36:30 Дж. Ті Комфер (М. Гендрікс, Т. Мотт) — 39:55 Б. Шей (Д. Ларкін) — 41:19 | 1:0 2:0 3:0 4:0 |           |              | Арбітри: Стефан Фонселіус Даніель Піхачек |
| 12 хв. | Вилучення       | 8 хв.     |              | Арбітри: Стефан Фонселіус Даніель Піхачек |
| 31 | Кидки           | 19        |              | Арбітри: Стефан Фонселіус Даніель Піхачек |

| 12 травня 2016 20:15 | Канада | 5 : 2 (1:0, 1:2, 3:0) | Німеччина | «Ювілейний», Санкт-Петербург Глядачів: 5 369 |

| Протокол | Протокол                    | Протокол                                                                       | Протокол      | Протокол                          |
| --- | --------------------------- | ------------------------------------------------------------------------------ | ------------- | --------------------------------- |
| | Кем Тальбо                  | Голкіпери                                                                      | Тімо Пільмаєр | Арбітри: Йозеф Кубуш Тобіас Верлі |
| Т. Голл (Р. Мюррей) — 03:54 К. Перрі (М. Дюшен, Д. Брассар) — 23:22 Т. Голл (К. Мак-Девід, М. Матесон) — 43:12 Б. Дженнер (М. Райллі, Д. Брассар) — 46:50 К. Сесі (Р. О'Райллі) — 53:17 | 1:0 2:0 2:1 2:2 3:2 4:2 5:2 | 31:31 — П. Раймер (М. Небельс, Д. Кахун) 37:36 — С. Акдаг (Ф. Гогулла, Ф. Шюц) |               | Арбітри: Йозеф Кубуш Тобіас Верлі |
| 8 хв. | Вилучення                   | 6 хв.                                                                          |               | Арбітри: Йозеф Кубуш Тобіас Верлі |
| 22 | Кидки                       | 19                                                                             |               | Арбітри: Йозеф Кубуш Тобіас Верлі |

#### 5-й тур
| 13 травня 2016 16:15 | США | 5 : 1 (0:0, 3:0, 2:1) | Угорщина | «Ювілейний», Санкт-Петербург Глядачів: 3 598 |

| Протокол | Протокол                | Протокол                                    | Протокол | Протокол                               |
| --- | ----------------------- | ------------------------------------------- | -------- | -------------------------------------- |
| | Кейт Кінкейд            | Голкіпери                                   | Адам Вай | Арбітри: Роман Гофман Костянтин Оленін |
| Н. Фоліньйо (К. Відеман, Н. Ганіфін) — 24:37 В. Гіностроза (Г. Фешінг) — 24:55 Д. Ларкін (Д. Маккейб, К. Мерфі) — 34:12 Н. Фоліньйо — 52:07 К. Мерфі (Н. Фоліньйо, П. Марун) — 55:20 | 1:0 2:0 3:0 4:0 5:0 5:1 | 57:59 — І. Шофрон (І. Барталіс, Е. Сарауер) |          | Арбітри: Роман Гофман Костянтин Оленін |
| 37 хв. | Вилучення               | 8 хв.                                       |          | Арбітри: Роман Гофман Костянтин Оленін |
| 8 | Кидки                   | 10                                          |          | Арбітри: Роман Гофман Костянтин Оленін |

| 13 травня 2016 20:15 | Німеччина | 5 : 2 (3:0, 1:1, 1:1) | Білорусь | «Ювілейний», Санкт-Петербург Глядачів: 5 275 |

| Протокол | Протокол                    | Протокол                                                                             | Протокол       | Протокол                                 |
| --- | --------------------------- | ------------------------------------------------------------------------------------ | -------------- | ---------------------------------------- |
| | Т. Грайсс                   | Голкіпери                                                                            | Віталій Коваль | Арбітри: Стефан Фонселіус Бретт Айверсон |
| П. Раймер (М. Мюллер) — 04:26 Л. Драйзайтль (М. Небельс, Б. Мацек) — 05:44 Ф. Шюц (Ф. Гогулла, П. Гагер) — 10:47 Б. Мацек (Д. Ройль, М. Небельс) — 34:23 Ф. Гогулла (Д. Бойл) — 59:51 | 1:0 2:0 3:0 3:1 4:1 4:2 5:2 | 28:08 — А. Степанов (В. Коваль, Ш. Лінгле) 49:14 — А. Стась (Є. Лисовець, В. Коваль) |                | Арбітри: Стефан Фонселіус Бретт Айверсон |
| 8 хв. | Вилучення                   | 4 хв.                                                                                |                | Арбітри: Стефан Фонселіус Бретт Айверсон |
| 19 | Кидки                       | 18                                                                                   |                | Арбітри: Стефан Фонселіус Бретт Айверсон |

| 14 травня 2016 12:15 | Франція | 1 : 3 (0:0, 0:3, 1:0) | Фінляндія | «Ювілейний», Санкт-Петербург Глядачів: 4 278 |

| Протокол                                  | Протокол                    | Протокол | Протокол       | Протокол                               |
| ----------------------------------------- | --------------------------- | --- | -------------- | -------------------------------------- |
|                                           | Крістобаль Юе Ронан Кеменер | Голкіпери | Мікко Коскінен | Арбітри: Роман Гофман Максим Сидоренко |
| П.-Е. Бельмар (С. Трей, Й. Овітю) — 52:31 | 0:1 0:2 0:3 1:3             | 25:00 — Е. Лінделл (М. Гранлунд, М. Койву) 30:40 — О. Барков (П. Лайне, Ю. Йокінен) 34:50 — П. Лайне (Ю. Йокінен) |                | Арбітри: Роман Гофман Максим Сидоренко |
| 8 хв.                                     | Вилучення                   | 8 хв. |                | Арбітри: Роман Гофман Максим Сидоренко |
| 18                                        | Кидки                       | 19 |                | Арбітри: Роман Гофман Максим Сидоренко |

| 14 травня 2016 16:15 | Угорщина | 5 : 2 (2:1, 2:1, 1:0) | Білорусь | «Ювілейний», Санкт-Петербург Глядачів: 4 539 |

| Протокол | Протокол                    | Протокол                                                                    | Протокол                    | Протокол                          |
| --- | --------------------------- | --------------------------------------------------------------------------- | --------------------------- | --------------------------------- |
| | Міклош Райна                | Голкіпери                                                                   | Кевін Лаланд Віталій Коваль | Арбітри: Йозеф Кубуш Тобіас Верлі |
| Г. Надь (Е. Сарауер, Д. Когер) — 05:31 Я. Ваш (Е. Сарауер) — 10:31 Б. Шебьок — 30:32 В. Галло (Б. Сіраньї, І. Шофрон) — 33:49 Я. Ваш — 59:57 | 1:0 2:0 2:1 2:2 3:2 4:2 5:2 | 12:13 — Д. Платт (А. Степанов) 26:43 — А. Гаврус (А. Степанов, Є. Ковиршин) |                             | Арбітри: Йозеф Кубуш Тобіас Верлі |
| 10 хв. | Вилучення                   | 12 хв.                                                                      |                             | Арбітри: Йозеф Кубуш Тобіас Верлі |
| 18 | Кидки                       | 19                                                                          |                             | Арбітри: Йозеф Кубуш Тобіас Верлі |

#### 6-й тур
| 14 травня 2016 20:15 | Канада | 5 : 0 (2:0, 2:0, 1:0) | Словаччина | «Ювілейний», Санкт-Петербург Глядачів: 5 512 |

| Протокол | Протокол            | Протокол  | Протокол      | Протокол                                  |
| --- | ------------------- | --------- | ------------- | ----------------------------------------- |
| | Кем Тальбо          | Голкіпери | Юліус Гудачек | Арбітри: Костянтин Оленін Даніель Піхачек |
| М. Райллі (Д. Брассар) — 11:09 М. Дюшен (Б. Маршенд) — 18:30 Т. Голл (М. Стоун, К. Мак-Девід) — 33:56 М. Шейфеле (С. Райнгарт, М. Стоун) — 38:35 Д. Брассар (К. Перрі, Р. Мюррей) — 50:27 | 1:0 2:0 3:0 4:0 5:0 |           |               | Арбітри: Костянтин Оленін Даніель Піхачек |
| 4 хв. | Вилучення           | 12 хв.    |               | Арбітри: Костянтин Оленін Даніель Піхачек |
| 33 | Кидки               | 18        |               | Арбітри: Костянтин Оленін Даніель Піхачек |

| 15 травня 2016 16:15 | Німеччина | 3 : 2 (2:1, 0:1, 1:0) | США | «Ювілейний», Санкт-Петербург Глядачів: 4 798 |

| Протокол                                                                                            | Протокол            | Протокол                                                                 | Протокол    | Протокол                               |
| --------------------------------------------------------------------------------------------------- | ------------------- | ------------------------------------------------------------------------ | ----------- | -------------------------------------- |
| | Томас Грайсс        | Голкіпери                                                                | Майк Кондон | Арбітри: Максим Сидоренко Тобіас Верлі |
| П. Гагер (Ф. Шюц, Д. Бойл) — 02:19 К. Ергофф (Ф. Шюц, П. Гагер) — 13:06 К. Гольцер (М. Гоч) — 59:27 | 1:0 1:1 2:1 2:2 3:2 | 10:35 — Д. Маккейб (Дж. Ті Комфер, К. Мерфі) 20:26 — Метьюс (Б. Нельсон) |             | Арбітри: Максим Сидоренко Тобіас Верлі |
| 14 хв.                                                                                              | Вилучення           | 6 хв.                                                                    |             | Арбітри: Максим Сидоренко Тобіас Верлі |
| 14                                                                                                  | Кидки               | 33                                                                       |             | Арбітри: Максим Сидоренко Тобіас Верлі |

| 15 травня 2016 20:15 | Словаччина | 0 : 5 (0:0, 0:2, 0:3) | Фінляндія | «Ювілейний», Санкт-Петербург Глядачів: 5 679 |

| Протокол | Протокол            | Протокол | Протокол   | Протокол                         |
| -------- | ------------------- | --- | ---------- | -------------------------------- |
|          | Юліус Гудачек       | Голкіпери | Юусе Сарос | Арбітри: Лінус Елунд Марк Віганд |
|          | 0:1 0:2 0:3 0:4 0:5 | 31:07 — М. Койву (Е. Лінделл, С. Аго) 31:47 — А. Пільстрем (Т. Саллінен, В. Покка) 46:46 — О. Барков (Ю. Хієтанен, Ю. Йокінен) 59:45 — Ю. Йокінен (Ю. Хієтанен, О. Барков) 59:57 — П. Лайне (О. Барков) |            | Арбітри: Лінус Елунд Марк Віганд |
| 8 хв.    | Вилучення           | 4 хв. |            | Арбітри: Лінус Елунд Марк Віганд |
| 14       | Кидки               | 35 |            | Арбітри: Лінус Елунд Марк Віганд |

| 16 травня 2016 16:15 | Канада | 4 : 0 (1:0, 1:0, 2:0) | Франція | «Ювілейний», Санкт-Петербург Глядачів: 5 219 |

| Протокол | Протокол        | Протокол  | Протокол      | Протокол                             |
| --- | --------------- | --------- | ------------- | ------------------------------------ |
| | Келвін Пікард   | Голкіпери | Ронан Кеменер | Арбітри: Антонін Єржабек Лінус Елунд |
| М. Стоун (Т. Голл, К. Мак-Девід) — 08:32 М. Дюшен (К. Перрі, Р. Елліс) — 35:26 М. Шейфеле (М. Стоун, Б. Маршенд) — 43:51 К. Перрі (Р. О'Райллі, Б. Галлахер) — 54:45 | 1:0 2:0 3:0 4:0 |           |               | Арбітри: Антонін Єржабек Лінус Елунд |
| 4 хв. | Вилучення       | 8 хв.     |               | Арбітри: Антонін Єржабек Лінус Елунд |
| 46 | Кидки           | 13        |               | Арбітри: Антонін Єржабек Лінус Елунд |

#### 7-й тур
| 16 травня 2016 20:15 | Німеччина | 4 : 2 (0:1, 1:0, 3:1) | Угорщина | «Ювілейний», Санкт-Петербург Глядачів: 5 038 |

| Протокол                                                                                    | Протокол                | Протокол                                                    | Протокол     | Протокол                                |
| ------------------------------------------------------------------------------------------- | ----------------------- | ----------------------------------------------------------- | ------------ | --------------------------------------- |
|                                                                                             | Томас Грайсс            | Голкіпери                                                   | Міклош Райна | Арбітри: Мартін Франьо Костянтин Оленін |
| П. Гагер — 31:42 Д. Ройль — 41:22 К. Браун (С. Акдаг, Л. Драйзайтль) — 57:24 М. Гоч — 59:27 | 0:1 1:1 2:1 2:2 3:2 4:2 | 09:09 — І. Шофрон (І. Барталіс) 45:14 — К. Верс (Б. Магоші) |              | Арбітри: Мартін Франьо Костянтин Оленін |
| 4 хв.                                                                                       | Вилучення               | 8 хв.                                                       |              | Арбітри: Мартін Франьо Костянтин Оленін |
| 34                                                                                          | Кидки                   | 16                                                          |              | Арбітри: Мартін Франьо Костянтин Оленін |

| 17 травня 2016 12:15 | США | 2 : 3 ОТ (0:1, 1:0, 1:1, 0:1) | Словаччина | «Ювілейний», Санкт-Петербург Глядачів: 5 080 |

| Протокол                                                              | Протокол            | Протокол | Протокол      | Протокол                                  |
| --------------------------------------------------------------------- | ------------------- | --- | ------------- | ----------------------------------------- |
|                                                                       | Кейт Кінкейд        | Голкіпери | Юліус Гудачек | Арбітри: Антонін Єржабек Максим Сидоренко |
| Б. Нельсон (Д. Варсофскі, Ф. Ватрано) 42:53 — Н. Фоліньйо (Д. Ларкін) | 0:1 1:1 2:1 2:2 2:3 | 18:39 — Х. Ярош (М. В'єденський) 52:14 — П. Скалицький (Т. Марцинко, Д. Граняк) 60:59 — М. Даньо (І. Шварний, А. Месарош) |               | Арбітри: Антонін Єржабек Максим Сидоренко |
| 10 хв.                                                                | Вилучення           | 4 хв. |               | Арбітри: Антонін Єржабек Максим Сидоренко |
| 25                                                                    | Кидки               | 30 |               | Арбітри: Антонін Єржабек Максим Сидоренко |

| 17 травня 2016 16:15 | Білорусь | 3 : 0 (0:0, 2:0, 1:0) | Франція | «Ювілейний», Санкт-Петербург Глядачів: 4 895 |

| Протокол | Протокол       | Протокол  | Протокол      | Протокол                           |
| --- | -------------- | --------- | ------------- | ---------------------------------- |
| | Віталій Коваль | Голкіпери | Крістобаль Юе | Арбітри: Мартін Франьо Лінус Елунд |
| А. Стась (Ш. Лінгле, К. Готовець) — 25:12 Д. Платт (Ш. Лінгле, К. Готовець) — 38:23 А. Стась (Ш. Лінгле, Д. Платт) — 44:59 | 1:0 2:0 3:0    |           |               | Арбітри: Мартін Франьо Лінус Елунд |
| 12 хв. | Вилучення      | 12 хв.    |               | Арбітри: Мартін Франьо Лінус Елунд |
| 32 | Кидки          | 21        |               | Арбітри: Мартін Франьо Лінус Елунд |

| 17 травня 2016 20:15 | Канада | 0 : 4 (0:0, 0:3, 0:1) | Фінляндія | «Ювілейний», Санкт-Петербург Глядачів: 5 890 |

| Протокол | Протокол        | Протокол | Протокол       | Протокол                           |
| -------- | --------------- | --- | -------------- | ---------------------------------- |
|          | Кем Тальбо      | Голкіпери | Мікко Коскінен | Арбітри: Роман Гофман Тобіас Верлі |
|          | 0:1 0:2 0:3 0:4 | 26:10 — Т. Ківісто (М. Рантанен) 36:03 — Л. Комаров (М. Гранлунд) 38:50 — М. Пюоряля (С. Аго) 42:32 — Я. Коскіранта (М. Пюоряля) |                | Арбітри: Роман Гофман Тобіас Верлі |
| 12 хв.   | Вилучення       | 4 хв. |                | Арбітри: Роман Гофман Тобіас Верлі |
| 21       | Кидки           | 19 |                | Арбітри: Роман Гофман Тобіас Верлі |

## Плей-оф
|  | Чвертьфінали | Чвертьфінали | Чвертьфінали |   |           | Півфінали | Півфінали | Півфінали           |     |      | Фінал  | Фінал | Фінал |
|  |              |              |              |   |           |           |           |                     |     |      |        |       |       |
|  | А1           | Чехія        | 1            |   |           |           |           |                     |     |      |        |       |       |
|  | B4           | США (Б)      | 2            |   |           |           |           |                     |     |      |        |       |       |
|  | B4           | США (Б)      | 2            |   | WQF1      | США       | 3         |                     |     |      |        |       |       |
|  |              |              |              |   | WQF1      | США       | 3         |                     |     |      |        |       |       |
|  |              | WQF2         | Канада       | 4 |           |           |           |                     |     |      |        |       |       |
|  | В2           | WQF2         | Канада       | 4 | Канада    | 6         |           |                     |     |      |        |       |       |
|  | В2           |              |              |   | Канада    | 6         |           |                     |     |      |        |       |       |
|  | A3           | Швеція       | 0            |   |           |           |           |                     |     |      |        |       |       |
|  | A3           | Швеція       | 0            |   |           |           |           |                     |     | WSF1 | Канада | 2     |       |
|  |              |              |              |   |           |           |           |                     |     | WSF1 | Канада | 2     |       |
|  |              | WSF2         | Фінляндія    | 0 |           |           |           |                     |     |      |        |       |       |
|  | В1           | WSF2         | Фінляндія    | 0 | Фінляндія | 5         |           |                     |     |      |        |       |       |
|  | В1           |              |              |   | Фінляндія | 5         |           |                     |     |      |        |       |       |
|  | А4           | Данія        | 1            |   |           |           |           |                     |     |      |        |       |       |
|  | А4           | Данія        | 1            |   | WQF3      | Фінляндія | 3         |                     |     |      |        |       |       |
|  |              |              |              |   | WQF3      | Фінляндія | 3         | Матч за третє місце |     |      |        |       |       |
|  |              | WQF4         | Росія        | 1 |           |           |           |                     |     |      |        |       |       |
|  | А2           | WQF4         | Росія        | 1 | Росія     | 4         |           | LSF1                | США | 2    |        |       |       |
|  | А2           |              |              |   | Росія     | 4         |           | LSF1                | США | 2    |        |       |       |
|  | В3           | Німеччина    | 1            |   |           |           |           |                     |     |      | LSF2   | Росія | 7     |

### Чвертьфінали
| 19 травня 2016 15:15 | Чехія | 1 : 2 Б (1:0, 0:1, 0:0, 0:0, 0:1) | США | «Льодовий палац ВТБ», Москва Глядачів: 7 853 |

| Протокол           | Протокол     | Протокол                                                   | Протокол     | Протокол                          |
| ------------------ | ------------ | ---------------------------------------------------------- | ------------ | --------------------------------- |
|                    | Домінік Фурх | Голкіпери                                                  | Кейт Кінкейд | Арбітри: Лінус Елунд Тобіас Верлі |
| Т. Зогорна — 15:23 | 1:0 1:1 1:2  | 21:27 — Метьюс (Ф. Ватрано, К. Відеман) пер. бул. — Метьюс |              | Арбітри: Лінус Елунд Тобіас Верлі |
| 12 хв.             | Вилучення    | 12 хв.                                                     |              | Арбітри: Лінус Елунд Тобіас Верлі |
| 32                 | Кидки        | 28                                                         |              | Арбітри: Лінус Елунд Тобіас Верлі |

| 19 травня 2016 16:15 | Фінляндія | 5 : 1 (1:0, 2:1, 2:0) | Данія | «Ювілейний», Санкт-Петербург Глядачів: 5 038 |

| Протокол | Протокол                | Протокол                                   | Протокол      | Протокол                           |
| --- | ----------------------- | ------------------------------------------ | ------------- | ---------------------------------- |
| | Мікко Коскінен          | Голкіпери                                  | Себастіан Дам | Арбітри: Мартін Франьо Йозеф Кубуш |
| М. Гранлунд (М. Койву, Л. Комаров) — 14:29 Я. Коскіранта (М. Пюоряля, А. Охтамаа) — 21:45 П. Лайне (Ю. Хієтанен, Т. Яакола) — 38:57 Ю. Йокінен (М. Койву) — 57:46 М. Гранлунд — 58:07 | 1:0 2:0 2:1 3:1 4:1 5:1 | 31:42 — Л. Еллер (М. Крістенсен, Н. Елерс) |               | Арбітри: Мартін Франьо Йозеф Кубуш |
| 6 хв. | Вилучення               | 6 хв.                                      |               | Арбітри: Мартін Франьо Йозеф Кубуш |
| 28 | Кидки                   | 17                                         |               | Арбітри: Мартін Франьо Йозеф Кубуш |

| 19 травня 2016 20:15 | Росія | 4 : 1 (0:1, 3:0, 1:0) | Німеччина | «Льодовий палац ВТБ», Москва Глядачів: 12 199 |

| Протокол | Протокол            | Протокол          | Протокол     | Протокол                             |
| --- | ------------------- | ----------------- | ------------ | ------------------------------------ |
| | Сергій Бобровський  | Голкіпери         | Томас Грайсс | Арбітри: Тобіас Бйорк Алексі Рантала |
| В. Шипачов (Є. Дадонов, А. Бєлов) — 20:40 Є. Дадонов (В. Шипачов) — 27:17 В. Шипачов (І. Телегін) — 34:14 О. Овечкін (Є. Кузнецов, Р. Любимов) — 42:45 | 0:1 1:1 2:1 3:1 4:1 | 04:45 — П. Раймер |              | Арбітри: Тобіас Бйорк Алексі Рантала |
| 2 хв. | Вилучення           | 4 хв.             |              | Арбітри: Тобіас Бйорк Алексі Рантала |
| 37 | Кидки               | 20                |              | Арбітри: Тобіас Бйорк Алексі Рантала |

| 19 травня 2016 20:15 | Канада | 6 : 0 (1:0, 3:0, 2:0) | Швеція | «Ювілейний», Санкт-Петербург Глядачів: 6 090 |

| Протокол | Протокол                | Протокол  | Протокол       | Протокол                               |
| --- | ----------------------- | --------- | -------------- | -------------------------------------- |
| | Кем Тальбо              | Голкіпери | Якоб Маркстрем | Арбітри: Роман Гофман Максим Сидоренко |
| М. Шейфеле (Р. О'Райллі, М. Стоун) — 18:39 М. Дамба (М. Стоун, М. Шейфеле) — 26:05 Б. Маршенд (М. Дамба, М. Шейфеле) — 32:02 М. Домі (С. Райнгарт, М. Матесон) — 32:13 М. Стоун — 51:05 Д. Брассар (Б. Галлахер, Т. Голл) — 53:22 | 1:0 2:0 3:0 4:0 5:0 6:0 |           |                | Арбітри: Роман Гофман Максим Сидоренко |
| 10 хв. | Вилучення               | 18 хв.    |                | Арбітри: Роман Гофман Максим Сидоренко |
| 34 | Кидки                   | 24        |                | Арбітри: Роман Гофман Максим Сидоренко |

### Півфінали
| 21 травня 2016 15:15 | Фінляндія | 3 : 1 (0:1, 3:0, 0:0) | Росія | «Льодовий палац ВТБ», Москва Глядачів: 12 215 |

| Протокол | Протокол        | Протокол                                     | Протокол           | Протокол                           |
| --- | --------------- | -------------------------------------------- | ------------------ | ---------------------------------- |
| | Мікко Коскінен  | Голкіпери                                    | Сергій Бобровський | Арбітри: Мартін Франьо Йозеф Кубуш |
| С. Аго (М. Гранлунд, Е. Лінделл) — 25:34 Ю. Йокінен (П. Лайне) — 35:50 С. Аго (Я. Коскіранта, М. Койву) — 38:15 | 0:1 1:1 2:1 3:1 | 02:52 — С. Широков (І. Телегін, О. Марченко) |                    | Арбітри: Мартін Франьо Йозеф Кубуш |
| 10 хв. | Вилучення       | 8 хв.                                        |                    | Арбітри: Мартін Франьо Йозеф Кубуш |
| 16 | Кидки           | 29                                           |                    | Арбітри: Мартін Франьо Йозеф Кубуш |

| 21 травня 2016 19:15 | Канада | 4 : 3 (2:0, 1:3, 1:0) | США | «Льодовий палац ВТБ», Москва Глядачів: 10 455 |

| Протокол | Протокол                    | Протокол | Протокол     | Протокол                           |
| --- | --------------------------- | --- | ------------ | ---------------------------------- |
| | Кем Тальбо                  | Голкіпери | Кейт Кінкейд | Арбітри: Роман Гофман Тобіас Верлі |
| Б. Галлахер (Б. Дженнер, С. Райнгарт) — 08:59 Б. Маршенд (К. Сесі) — 18:02 Д. Брассар (Р. О'Райллі, К. Перрі) — 35:30 Р. Елліс (Р. Мюррей, К. Мак-Девід) — 41:34 | 1:0 2:0 2:1 2:2 2:3 3:3 4:3 | 21:14 — Метьюс (К. Відеман, Д. Ларкін) 23:57 — Д. Варсофскі (Б. Нельсон, Г. Фешінг) 28:25 — Т. Мотт (Д. Ларкін, Дж. Ті Комфер) |              | Арбітри: Роман Гофман Тобіас Верлі |
| 6 хв. | Вилучення                   | 14 хв. |              | Арбітри: Роман Гофман Тобіас Верлі |
| 27 | Кидки                       | 33 |              | Арбітри: Роман Гофман Тобіас Верлі |

### Матч за 3-є місце
| 22 травня 2016 16:15 | США | 2 : 7 (0:2, 1:3, 1:2) | Росія | «Льодовий палац ВТБ», Москва Глядачів: 12 043 |

| Протокол                                                                        | Протокол                            | Протокол | Протокол           | Протокол                            |
| ------------------------------------------------------------------------------- | ----------------------------------- | --- | ------------------ | ----------------------------------- |
|                                                                                 | Кейт Кінкейд Майк Кондон            | Голкіпери | Сергій Бобровський | Арбітри: Тобіас Бйорк Мартін Франьо |
| Ф. Ватрано (Д. Варсофскі, Б. Нельсон) — 34:29 Ф. Ватрано (Д. Варсофскі) — 43:42 | 0:1 0:2 0:3 0:4 1:4 1:5 2:5 2:6 2:7 | 06:23 — В. Войнов (С. Калінін, С. Широков) 13:41 — С. Мозякін (П. Дацюк, Д. Орлов) 29:36 — І. Телегін (П. Дацюк, С. Мозякін) 32:49 — Є. Дадонов (А. Панарін, В. Шипачов) 35:22 — А. Панарін (А. Бєлов, М. Чудінов) 53:13 — С. Мозякін (П. Дацюк) 59:53 — В. Шипачов (Є. Дадонов, А. Панарін) |                    | Арбітри: Тобіас Бйорк Мартін Франьо |
| 8 хв.                                                                           | Вилучення                           | 10 хв. |                    | Арбітри: Тобіас Бйорк Мартін Франьо |
| 30                                                                              | Кидки                               | 29 |                    | Арбітри: Тобіас Бйорк Мартін Франьо |

### Фінал
| 22 травня 2016 20:45 | Канада | 2 : 0 (1:0, 0:0, 1:0) | Фінляндія | «Льодовий палац ВТБ», Москва Глядачів: 11 509 |

| Протокол                                                   | Протокол   | Протокол  | Протокол       | Протокол                           |
| ---------------------------------------------------------- | ---------- | --------- | -------------- | ---------------------------------- |
|                                                            | Кем Тальбо | Голкіпери | Мікко Коскінен | Арбітри: Роман Гофман Тобіас Верлі |
| К. Мак-Девід (М. Дюшен) — 11:24 М. Дюшен (Маршенд) — 59:59 | 1:0 2:0    |           |                | Арбітри: Роман Гофман Тобіас Верлі |
| 8 хв.                                                      | Вилучення  | 6 хв.     |                | Арбітри: Роман Гофман Тобіас Верлі |
| 33                                                         | Кидки      | 16        |                | Арбітри: Роман Гофман Тобіас Верлі |

## Статистика

### Підсумкова таблиця

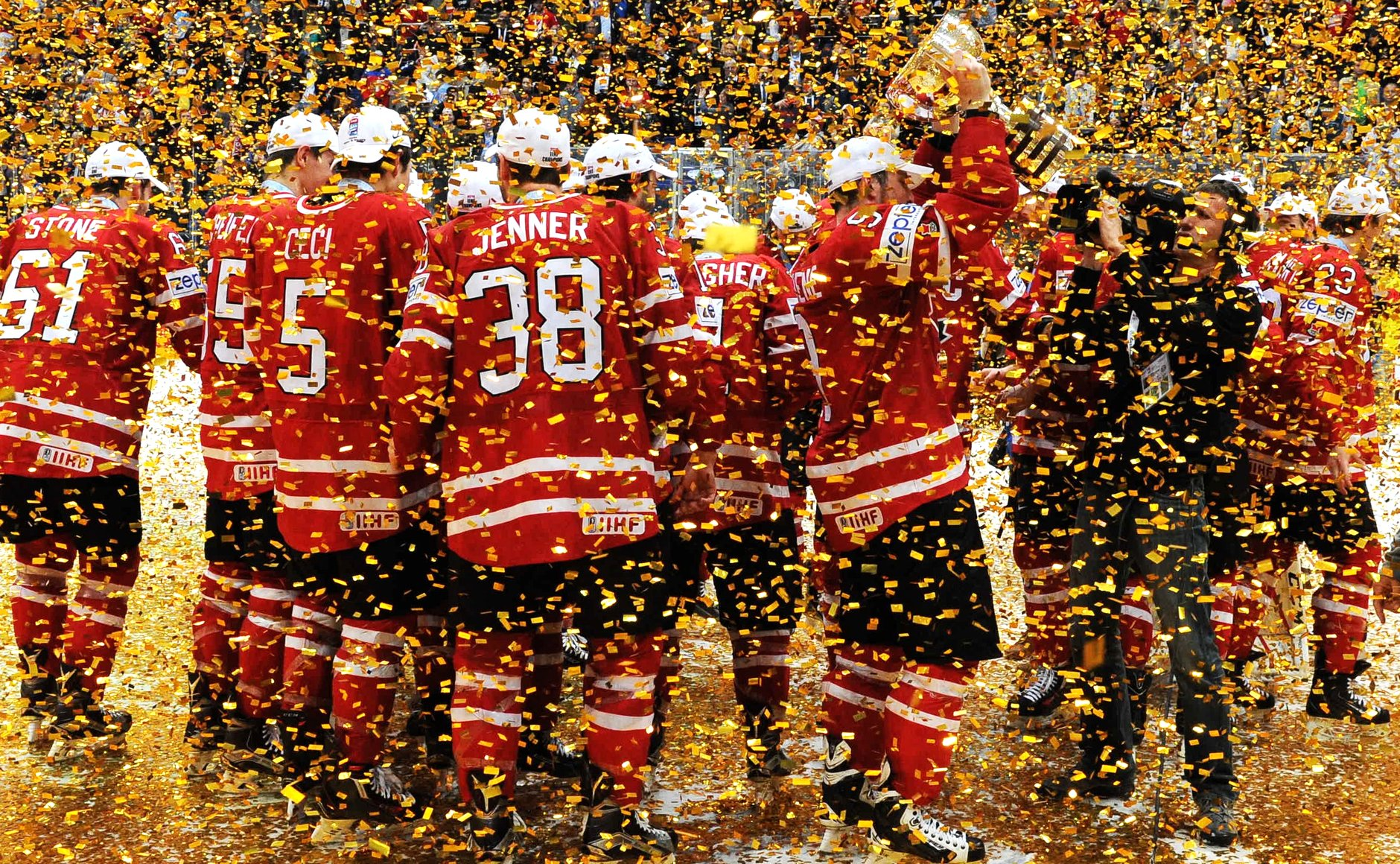
Канадці святкують перемогу.

Підсумкова таблиця турніру:
|    | Канада     |
|    | Фінляндія  |
|    | Росія      |
| 4  | США        |
| 5  | Чехія      |
| 6  | Швеція     |
| 7  | Німеччина  |
| 8  | Данія      |
| 9  | Словаччина |
| 10 | Норвегія   |
| 11 | Швейцарія  |
| 12 | Білорусь   |
| 13 | Латвія     |
| 14 | Франція    |
| 15 | Угорщина   |
| 16 | Казахстан  |

### Бомбардири
Список 10 найкращих гравців.
| Гравець          | І  | Г | П  | Очк. | +/− | ШХ | Поз |
| ---------------- | -- | - | -- | ---- | --- | -- | --- |
| Вадим Шипачов    | 10 | 6 | 12 | 18   | +10 | 8  | Ф   |
| Артемій Панарін  | 10 | 6 | 9  | 15   | +9  | 4  | Ф   |
| Євген Дадонов    | 10 | 6 | 7  | 13   | +10 | 6  | Ф   |
| Патрік Лайне     | 10 | 7 | 5  | 12   | +4  | 4  | Ф   |
| Мікаель Гранлунд | 10 | 4 | 8  | 12   | +6  | 2  | Ф   |
| Дерик Брассар    | 10 | 5 | 6  | 11   | +9  | 4  | Ф   |
| Павло Дацюк      | 10 | 1 | 10 | 11   | +6  | 0  | Ф   |
| Метт Дюшен       | 10 | 5 | 5  | 10   | +10 | 2  | Ф   |
| Мікко Койву      | 10 | 4 | 6  | 10   | +8  | 12 | Ф   |
| Марк Стоун       | 10 | 4 | 6  | 10   | +8  | 6  | Ф   |

І = проведено ігор; Г = голи; П = передачі; Очк. = очки; +/− = плюс/мінус; ШХ = штрафні хвилини; ПОЗ = амплуа;

Джерело: IIHF.com [Архівовано 24 червня 2016 у Wayback Machine.]

### Найкращі воротарі
| Гравець            | ЧНЛ    | ГП | СП   | КД  | %ВК   | ША |
| ------------------ | ------ | -- | ---- | --- | ----- | -- |
| Домінік Фурх       | 255:00 | 4  | 0.94 | 100 | 96.00 | 2  |
| Мікко Коскінен     | 479:01 | 9  | 1.13 | 169 | 94.67 | 1  |
| Кем Тальбо         | 480:00 | 10 | 1.25 | 167 | 94.01 | 4  |
| Себастіан Дам      | 434:04 | 16 | 2.21 | 248 | 93.55 | 1  |
| Сергій Бобровський | 520:51 | 15 | 1.73 | 218 | 93.12 | 1  |

ЧНЛ = часу на льоду (хвилини: секунди); ГП = голів пропушено; СП = Середня кількість пропущених шайб; КД = кидки; %ВК = відбитих кидків (у %); ША = шатаути

Джерело: IIHF.com [Архівовано 24 червня 2016 у Wayback Machine.]

## Нагороди
Найкращі гравці, обрані дирекцією ІІХФ
- Найкращий воротар:  Мікко Коскінен
- Найкращий захисник:  Майк Матесон
- Найкращий нападник:  Патрік Лайне

Джерело: IIHF.com [Архівовано 24 червня 2016 у Wayback Machine.]
Команда усіх зірок, обрана ЗМІ
- Воротар:  Мікко Коскінен
- Захисники:  Микита Зайцев  —  Майк Матесон
- Нападники:  Патрік Лайне  —  Вадим Шипачов  —  Мікаель Гранлунд
- Найцінніший гравець:  Патрік Лайне

Джерело: IIHF.com [Архівовано 27 травня 2016 у Wayback Machine.]